# A.J. Styles
 Allen Neal Jones (Gainesville, Georgia, 2 de junio de 1977) es un luchador profesional estadounidense. Actualmente trabaja para la empresa WWE, donde se presenta en la marca SmackDown bajo el nombre de AJ Styles.
Es ampliamente conocido por su trabajo dentro de la Total Nonstop Action Wrestling (TNA) entre 2002-2013 y ser Campeón Mundial en cinco empresas distintas (NJPW, PWG, RPW, TNA y la WWE siendo Campeón en las tres empresas más importantes de la lucha libre profesional.
Styles es once veces Campeón Mundial  al haber obtenido tres veces el Campeonato Mundial Peso Pesado de la NWA, dos veces el Campeonato Mundial Peso Pesado de la TNA, dos veces el Campeonato Peso Pesado de la IWGP, una vez el Campeonato Peso Pesado Británico de la RPW, una vez el Campeonato de la PWG y dos veces el Campeonato de la WWE. También dentro de la WWE es tres veces Campeón de los Estados Unidos de la WWE, una vez Campeón Intercontinental de la WWE, una vez Campeón en Parejas de Raw junto a Omos haciéndolo un campeón Grand Slam dentro de la WWE, además es una vez y primer Campeón de Lucha Pura de ROH, una vez Campeón en Parejas de ROH, cuatro veces Campeón Mundial en Pareja de la NWA, dos veces Campeón Mundial en Parejas de la TNA, seis veces y primer Campeón de la División X de la TNA y dos veces Campeón de Leyendas/Global/Televisivo de TNA, lo que le hace cinco veces Campeón de Tres Coronas y tres veces Gran Campeón. Además fue ganador de la Bound for Glory Series 2013 y la Gauntlet for the Gold 2007, y el 29° luchador en ser un Grand Slam Champion. En 2020, fue parte de la lucha estelar de la noche 1 de WrestleMania 36 contra The Undertaker en la que sería su última lucha antes de su retiro.

## Carrera

### Inicios (1998)
Jones fue entrenado por Rick Michaels y debutó en 1999 En la promoción nacional basada en la National Championship Wrestling luchó como Mr. Olympia, un luchador enmascarado, perdió ante Michael Brooks en su primer combate. En agosto de 1999, había ganado el NCW Television Championship. En diciembre de 1999, NCW se fusionó con la NWA Georgia para formar NWA Wildside, y Jones fue retitulado como A.J. Styles. Styles ganó su segundo NCW Television Championship el 8 de enero de 2000. Perdió el título ante Eddie Golden el 1 de abril y lo recuperó por tercera vez el 6 de enero de 2001, derrotando a París de aire durante su carrera como villano en NWA Wildside como miembro de élite de la NWA del abogado Jeff G. Bailey estable, una alianza de luchadores. Su reinado final terminó el 21 de febrero, cuando perdió ante Robbie Rageen Athens, Georgia.

### World Championship Wrestling (2001)
World Championship Wrestling (WCW) había observado el programa de Styles y París, y a cada uno le ofrecieron un contrato a principios de 2001. Styles y París entraron a la división Tag Team bajo el nombre de Air Raid. En el episodio 5 de marzo de 2001 de WCW Nitro, entraron en un torneo para el recién creado WCW Cruiserweight Tag Team Championship. Fueron eliminados del torneo en la primera ronda por los ganadores, Elix Skipper y Kid Romeo.

### World Wrestling Federation (2002)
Styles hizo dos apariciones para la World Wrestling Federation (WWF): en el 26 de enero de 2002, en episodio de Metal, perdió ante The Hurricane en un Dark Match y después el 27 de enero en el episodio de SmackDown!, donde fue derrotado por Rico Constantino. En abril, a Styles le sería ofrecido un contrato de desarrollo de la WWF, donde se requeriría que Styles viajara a Cincinnati, Ohio, donde estaba situado el territorio de desarrollo de Heartland Wrestling Association (HWA), pero este rechazaría el contrato debido a que interferiría con los planes de la Universidad de su esposa.

### Circuito independiente (2002)
Styles debutó para la promoción australiana World Wrestling All-Stars (WWA) el 24 de febrero de 2002, haciendo su debut en un pay-per-view en la WWA:The Revolution contra Christopher Daniels, Low Ki, Boy Shark, Super Nova y Tony Mamaluke en un six-way cruiserweight survival elimination match, en un esfuerzo perdidoso. El 7 de abril, Styles se asoció con Chuck E.Chaos para enfrentarse a Jerry Lynn y Super Nova pero estos no ganarían. El 10 de abril, Styles se enfrentó a Lynn y Nova en un three-way-dance en un esfuerzo perdido. El 12 de abril, Styles derrotó a Nova en las semifinales del torneo (The Eruption) de la WWA: para el Campeonato Mundial de peso crucero de la WWA. Styles progresó a la final más tarde esa noche en la que derrotó a Jerry Lynn para ganar el título, que dejó vacante poco después.

### Pro Wrestling Guerrilla (2003-2006)
El 26 de junio de 2003 Styles participó en el lucha principal del primer evento de PWG, Untitled (The Debut Show), donde derrotó a Frankie Kazarian. En octubre de 2003, en el evento: Are You Adequately Prepared To Rock?! tuvo una oportunidad por el campeonato mundial de PWG en un Three Way Match contra Christopher Daniels y Frankie Kazarian, pero no logró ganar siendo Kazarian quien retuvo el título. Tras meses sin actividad en PWG, Styles regresó en julio de 2004 en el evento The Reason for the Season donde derrotó a Rocky Romero. En marzo de 2005 en el evento Ernest P. Worrell Memorial, Styles participó en un Fatal FourWay Match para elegir al retador al campeonato mundial de PWG, enfrentando a El Genérico, Christopher Daniels y Kevin Steen, siendo este último el ganador. En All Star Weekend - Night One, Styles derrotó a Samoa Joe convirtiéndose en el retador al título y finalmente el 2 de abril de 2005 en All Star Weekend - Night Two derrotó a Super Dragon ganado el campeonato mundial de PWG. El 13 de mayo de 2005 en Jason Takes PWG, Styles enfrentó al Campeón de la X División de TNA, Chistopher Daniels en una lucha donde estaban en juego el campeonato mundial de PWG y el de la X División, sin embargo la lucha excedió los 60 minutos por lo cual terminó en DRAW ambos reteniendo sus títulos. En Guitarmageddon Styles defendió su campeonato derrotando a James Gibson. En The 2nd Annual PWG Bicentennial Birthday Extravaganza - Night One enfrentó a Frankie Kazarian, pero la lucha terminó en doble conteo fuera por lo cual Styles retuvo el título y en The 2nd Annual PWG Bicentennial Birthday Extravaganza - Night Two de nuevo retuvo el título tras derrotar a James Gibson y Christopher Daniels en un Three Way Match. Finalmente el 6 de agosto de 2005 en Zombies Shouldn't Run, Styles perdió el título contra Kevin Steen. Styles participó en el torneo "2005 Battle of Los Angeles" en donde en primera ronda derrotó a Jack Evans. En segunda ronda derrotó a Kevin Steen, en la semifinal venció a Bryan Danielson llegando a la final donde fue derrotado por Chris Bosh. En Straight To DVD Styles enfrentó a Chris Bosh y Kevin Steen en un Three Way Match por el campeonato mundial de PWG, lucha que ganó Steen reteniendo el título. En diciembre de 2005 en el evento Chanukah Chaos (The C's Are Silent), Styles logró derrotar a Chris Hero. En febrero de 2006 en el evento Permanent Vacation / Card Subject To Change 2, Styles participó en un Fatal Fourway Elimination Match contra Bryan Danielson, Kevin Steen y Joey Ryan quien retuvo el campeonato mundial. En European Vacation en Alemania, Styles derrotó a Johnny Storm, mientras que en Inglaterra derrotó a Jody Fleisch. En Beyond The Thunderdome formó equipo con Christopher Daniels para enfrentar a Super Dragon y Davey Richards por los campeonatos mundiales de PWG, pero perdieron. En noviembre de 2006 en el evento All Star Weekend IV - Night One, Styles derrotó a PAC y en Night Two derrotó a Rocky Romero, siendo esta su última aparición.
AJ Styles hizo su regreso a PWG el 29 de agosto de 2014, participando en el torneo Battle of Los Angeles, derrotando a Brian Myers en la primera ronda, pero en la segunda ronda perdió por descalificación ante Roderick Strong.

### Total Nonstop Action Wrestling

#### 2002
En mayo de 2002, Styles firmó un contrato no-exclusivo con la Total Nonstop Action Wrestling (TNA). Apareció en el primer PPV semanal y show en general de la empresa, celebrado el 19 de junio del 2002. Hizo equipo con Jerry Lynn y Low Ki y perdieron  contra los Flying Elvises (Jorge Estrada, Sonny Siaki y Jimmy Wang Yang) Styles fue el que recibió el pin, a manos de Wang Yang. La semana siguiente en el show del 26 de junio, se definió el primer campeón de la X-División de la TNA. El combate era de doble eliminación y Styles se enfrentaba a Lynn, Low-Ki y Psicosis, a quienes derrotó para coronarse como campeón inaugural. Ganó un segundo título en el tercer pay-per-view de la TNA, haciendo equipo con Jerry Lynn y derrotando a Lenny Lane y Bruce en las finales del torneo por el vacante título del Campeonato mundial en parejas de la NWA.
Reclutando Mortimer Plumtree y Sonny Siaki como aliado, Styles continuó su feudo con Lynn en las semana siguientes. El 23 de octubre, derrotó Syxx-Pac por el Campeonato División X, iniciando su segundo reinado. Perdió con Lynn el 9 de noviembre, y trató sin obtener buenos resultados de recuperarlo.

#### 2006

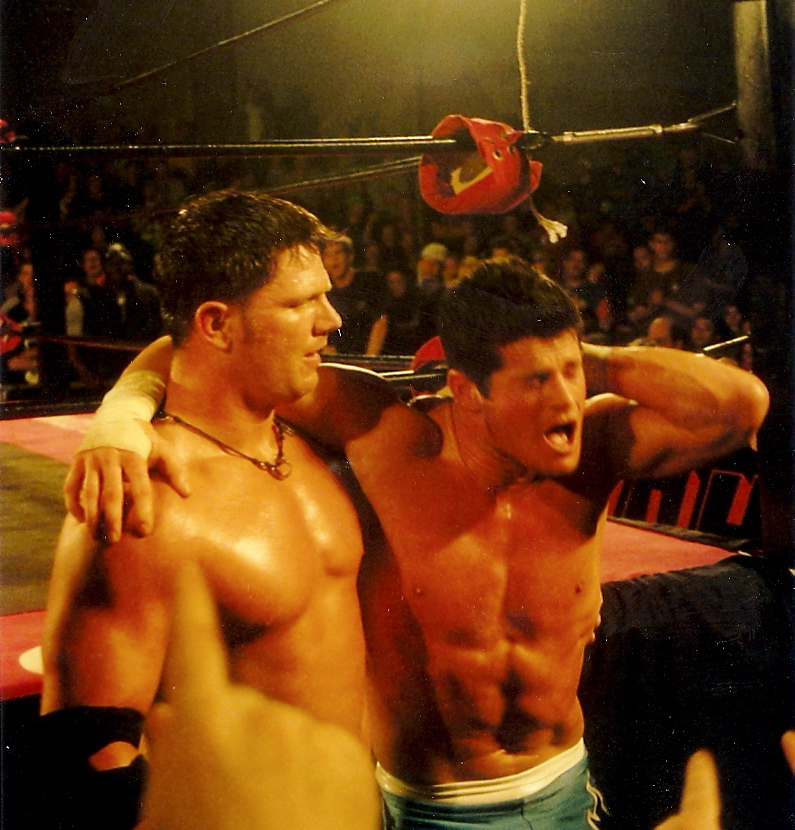
La gran agilidad de Styles ha hecho que se emparejara con varios luchadores aéreos, como Matt Sydal o Christopher Daniels. En la foto, Styles y Sydal en un evento de ROH.

A.J Styles ganó el campeonato de 2005 MR. TNA (Por tercera vez consecutiva). Durante su ceremonia le fue quitado por Shannon Moore. Styles también derrotó al luchador de New Japan Pro-Wrestling Hiroshi Tanahashi en una pelea "International X Showcase" en Final Resolution. Shannon Moore interfirió en la lucha golpeando accidentalmente a Hiroshi Tanahashi, permitiendo a Styles utilizar el Styles Clash para derrotarlo. Después de la pelea Tanahashi le devolvió la placa a Styles, pero Moore lo volvió a robar.
En Against All Odds, Styles y Daniels retaron a Samoa Joe a una pelea por el Campeonato TNA X-Division. Styles perdió la oportunidad cuando le ejecutaron el Muscle Buster de Joe. Samoa Joe defendió el título contra Styles y Daniels en un Ultimate X match en Destination X y lo perdió ante Daniels.
Styles unió fuerzas con Christopher Daniels y retó a The America Most Wanted por el Campeonato mundial en parejas de la NWA. Después de perder dos veces, Styles y Daniels ganaron el título en Slammiversary. La victoria lo convirtió en un tre veces campeón Triple Corona.
En un episodio de TNA iMPACT!, Styles y Daniels introduciendo contratos para todas las parejas en TNA, cual tuvo una rivalidad con Latin American Exchange, quien firmó el contrato en Hard Justice donde Styles y Daniels ganaron. En el episodio de iMPACT! del 24 de agosto, Homicide y Hernández derrotaron a Styles y Daniels y ganaron el título. En No Surrender Styles y Daniels derrotaron a LAX en una peles Ultimate X y recuperar los títulos después de un Styles Clash sobre Homicide sobre la mesa permitiendo a Daniels capturar los títulos. Lo volvieron a perder con LAX en Bound for Glory en una pelea seis lados de metal después que Homicide usara el Gringo Cutter sobre Styles.
En la edición de iMPACT! del 2 de noviembre, venció a Chris Sabin, inició el campeonato de la División X y rompiendo su propio récord de mayor número de títulos. La pelea también fue por los cuartos de final por el Right tournament y el retador #1 para pelear con Sting y su título mundial de peso pesado de la NWA. El 9 de noviembre iMPACT!, Styles ganó la semifinal, pero perdió la final con Sting con interferencia de Christian Cage y Sabin.
En un episodio de iMPACT!, Styles unió fuerzas por primera vez con Samoa Joe para pelear contra Rhino y Kurt Angle. Styles y Joe ganaron con un giro a Rhino de Styles, pero Kurt Angle y Rhino continuaron golpeando a Styles y Joe. La semana siguiente, Styles se juntó James Storm y Chris Sabin para pelear contra Petey Williams, Rhino y su compañero Christopher Daniels. Styles y su equipo ganaron despeues de que Styles finalizara a Daniels.

#### 2007

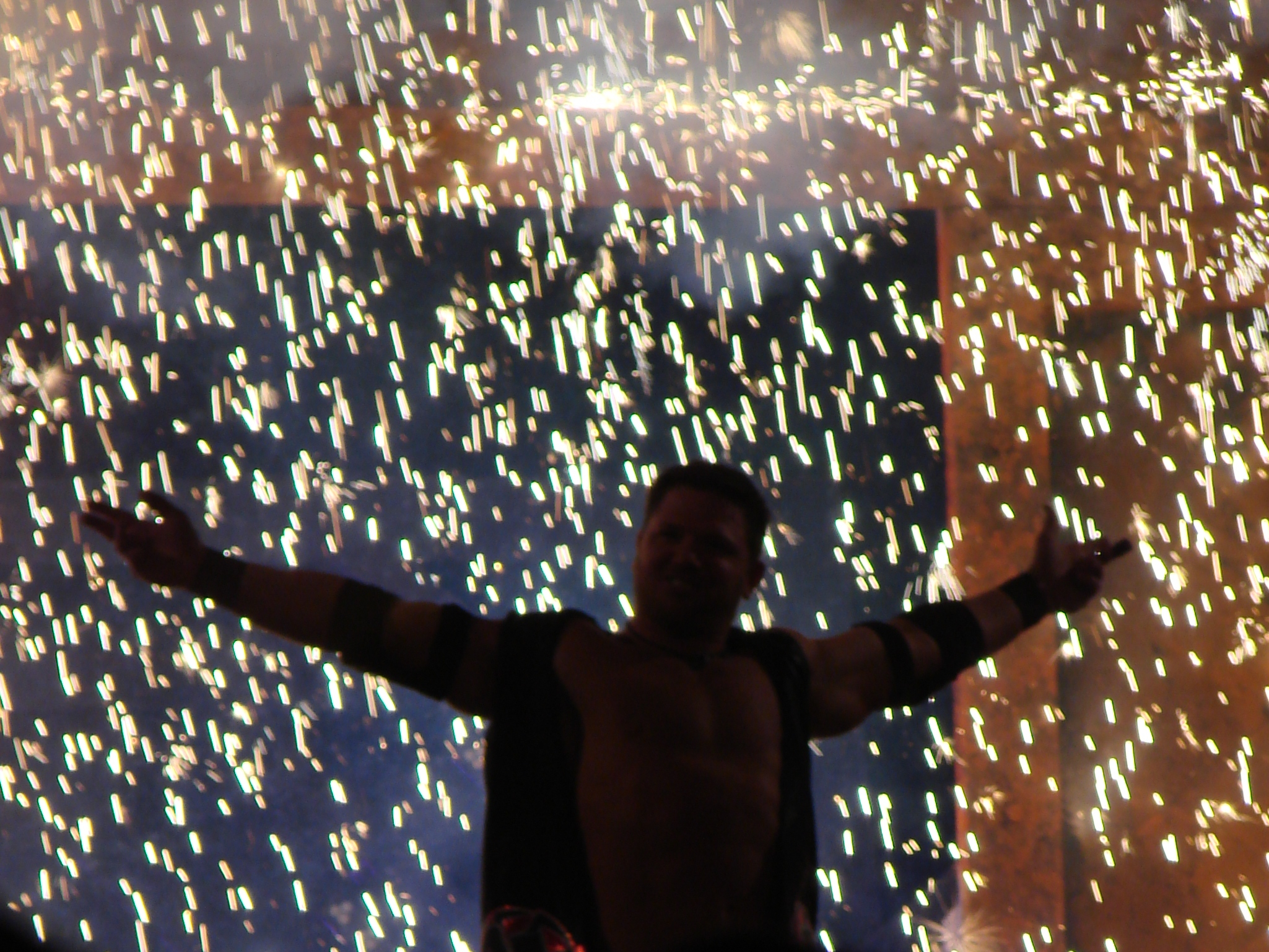
AJ Styles haciendo su entrada

En Destination X, A.J. Styles participó en la primera pelea Elevación X contra Rhino en una jaula de 20 pies de altura con la forma de un X. Styles cayó desde la cima de la estructura de Elevation X después que Rhino usara el Gore sobre A.J. y luego pisó sus dedos cuando se sostenía.
En un episodio de iMPACT!, trató de luchar con Rhino, pero no ocurrió. Se reveló que él fue el primer miembro del equipo de Christian Cage en Lockdown. En Lockdown, Equipo Cage perdió ante el Equipo Angle. En 31 de mayo de 2007 edición de iMPACT derrotó Tomko en una pelea por la clasificación al Rey de la Montaña. En Slammiversary 2007 falló para obtener el título vacante de TNA World Heavyweight Championship después que Samoa Joe lo tirara fuera de la jaula a través de la mesa de comentaristas. Styles se unió con Tomko para pelear contra Sting y Abyss en un Victory Road. Perdieron después de un Black Hole Slam sobre Tomko.
Styles y Tomko ganaron los títulos tag team en Bound for Glory después de ganar el 10-team gauntlet (en la que además participaban the Voodoo Kin Mafia, The Latin American Xchange (LAX), team 3D, The Motor City Machineguns, Triple X, Sonjay Dutt & Petey Williams, Raven & Havok, Eric Young & Shark Boy, Lance hoyt & th debut of Jimmy Rave después de derrotar a Ron Killings y Adam "Pacman" Jones.

#### 2008

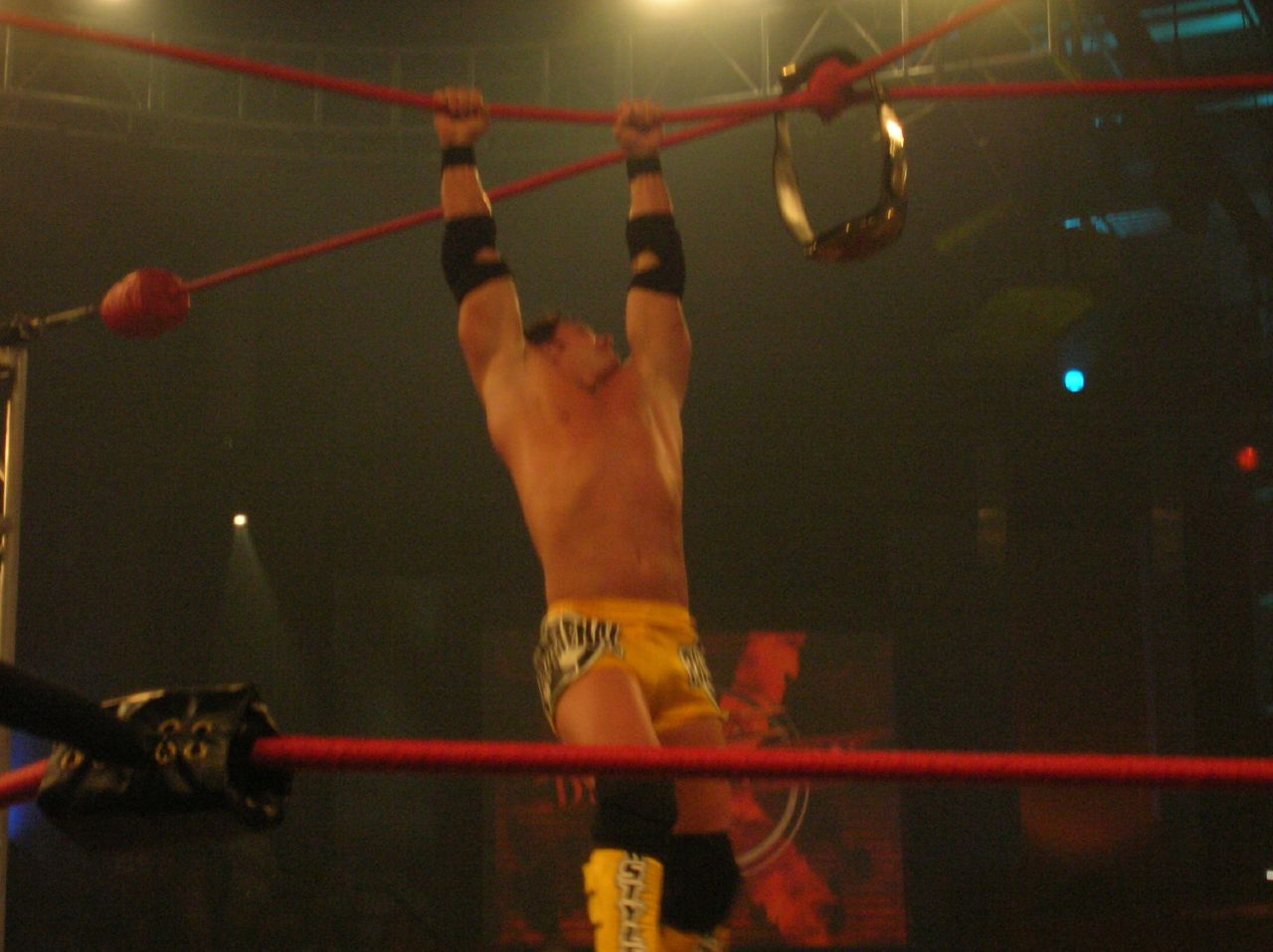
Styles peleando en un Ultimate X match

En TNA Final Resolution 2008, AJ Styles lucha con Tomko en una pelea entre Samoa Joe y Kevin Nash. AJ Styles y Tomko ganan después que Tonko le aplicará un Tornado Plex a Samoa Joe y más tarde en esa misma noche, en el Maint Event de ese mismo evento, Styles ataca a Christian Cage y así el rival de Cage, Kurt Angle ganó la lucha. En la siguiente semana se esconde de Christian
luego más tarde esa noche Kurt Angle corona a AJ Styles como "Príncipe AJ Styles" luego salen Christian Cage y Samoa Joe y quieren luchar contra AJ pero Jim Cornette entra y les dice que en la próxima seamana lucharan los tres.en la siguiente semana AJ lucha contra Christian Cage y Samoa Joe AJ hace descalificar a Samoa Joe haciéndole creer que uso una silla de acero contra ellos dos pero AJ pierde la lucha después que Christan le aplica un Uprettier. En la siguiente semana defiende sus títulos contra Motor City Machine Guns y Team 3D pero mientras luchan AJ accidentalmente ataca a Karen y deja a Tomko luchando solo después de la lucha AJ le pide disculpas a Tomko pero este lo empuja y lo critica. En el 31 de enero Jim Cornette nombra a AJ como especial réferi en la lucha de Tomko vs. Angle al final gana Tomko luego aparece Karen y está muy enojada con AJ.
En Bound for Glory IV fue derrotado por Booker T, en una lucha en que también participó Christian Cage. La semana siguiente formó junto a otros jóvenes talentos de la TNA una facción para enfrentarse a The Main Event Mafia, entrando en un feudo con Sting, perdiendo ante él en Turning Point en una pelea por el Campeonato Mundial Peso Pesado de la TNA.
Más tarde en el evento Final Resolution (ya se había celebrado otro Final Resolution en enero), FrontLine (A.J. Styles, Samoa Joe y Team 3D) se enfrentaron a Maint Event Mafia (Scott Steiner, Booker T, Kevin Nash y Sting). Si Frontline ganaban AJ se convertiría en el nuevo Campeón de los Pesos Pesados de TNA y si Maint Event Mafia ganaba Sting seguía siendo el nuevo campeón de los pesos pesados de la TNA. Maint Event Mafia ganó a causa de que Kevin Nash le diera en la entrepierna de Samoa Joe y así AJ. perdía una nueva oportunidad de ganar a Maint Event Mafia y convertirse en el nuevo Campeón de los Pesos Pesados de TNA.

#### 2009-2010

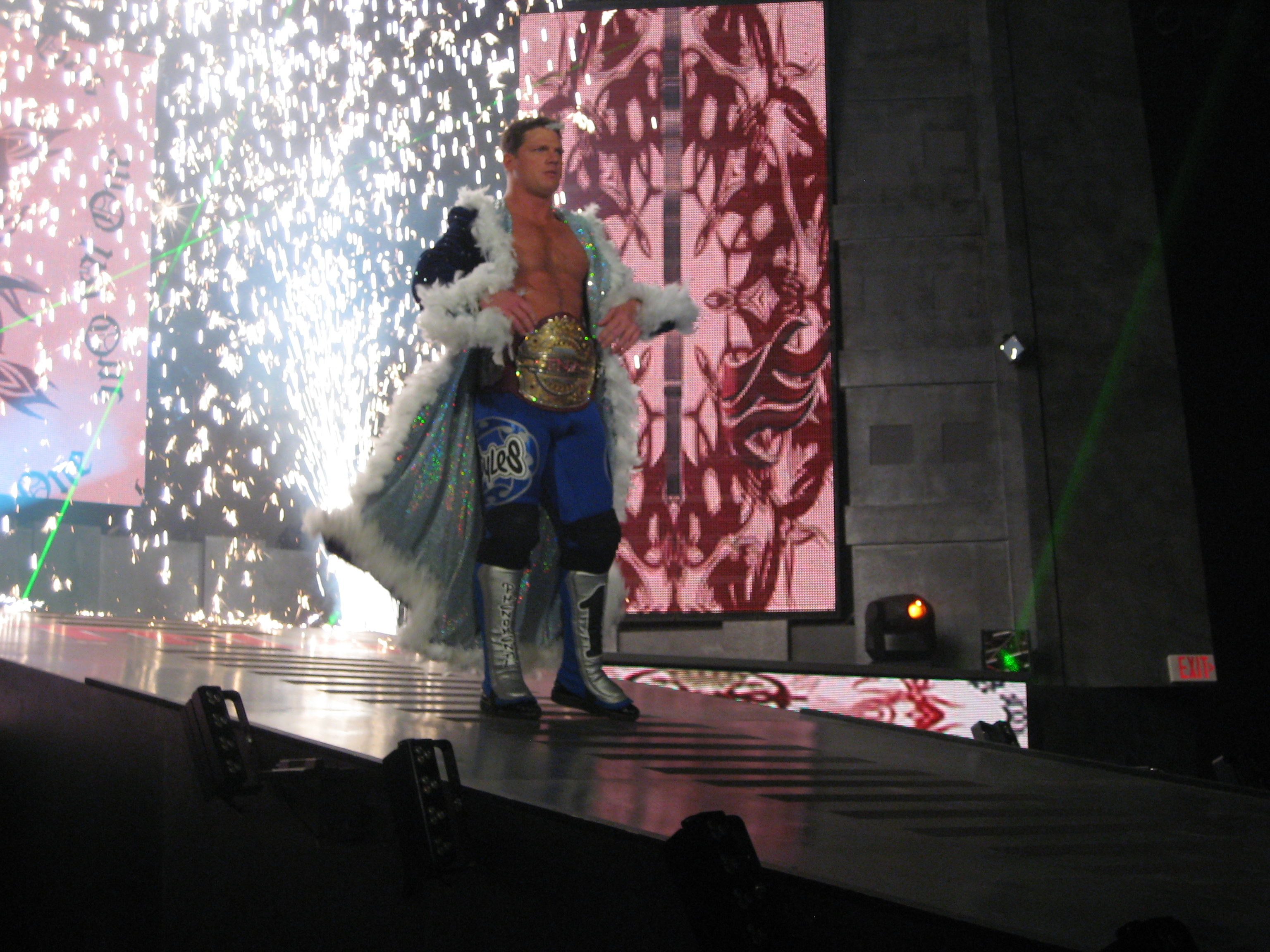
Styles haciendo su entrada como Campeón Mundial Peso Pesado de la TNA

En Génesis hizo equipo junto a Mick Foley y Brother Devon para enfrentarse a The Main Event Mafia (Booker T & Scott Steiner & Cute Kip), saliendo su equipo victorioso. Tras esto, empezó un feudo con Booker T después de que le robara el Campeonato de Leyendas de la TNA en Against All Odds después de que le atacara. Después de varios ataques durante las semanas siguientes, Styles derrotó a Booker en Destination X, ganando legalmente el Campeonato de Leyendas de la TNA.
En Lockdown, el Team Jarrett (Jeff Jarrett, Samoa Joe, Styles & Christopher Daniels) derrotó al Team Angle (Kurt Angle, Booker T, Scott Steiner & Kevin Nash) en un Lethal Lockdown match. Luego, en Sacrifice finalizó su feudo con Booker T en un "I Quit" Match, reteniendo el Campeonato de Leyendas de la TNA, pero lo perdió en Victory Road frente a Kevin Nash. Entre estos dos PPVs, participó en Slammyversary en el King of the Mountain contra Mick Foley, Jeff Jarrett, Kurt Angle y Samoa Joe, ganando Angle. En No Surrender consiguió el campeonato Mundial Peso Pesado de la TNA al derrotar al excampeón Kurt Angle, Hernández, Sting y Matt Morgan. En Bound for Glory retuvo el campeonato Mundial Peso Pesado de la TNA ante Sting y en Turning Point ante Daniels y Samoa Joe. Sin embargo, empezó un feudo con Daniels por su victoria en Turning Point, enfrentándose en Final Resolution, reteniendo Styles el título.

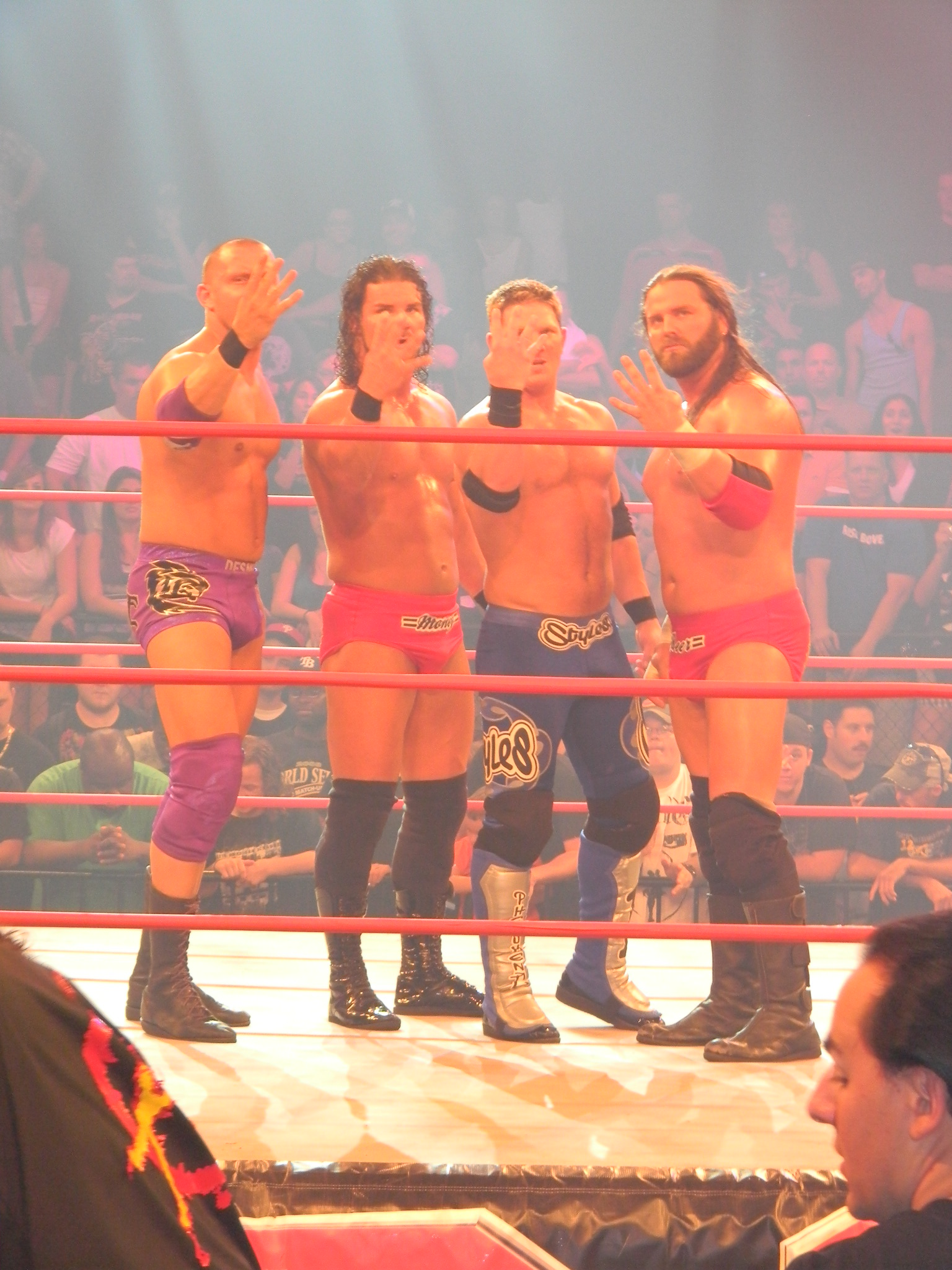
Los primeros miembros de Fortune: Desmond Wolfe, Robert Roode, A.J. Styles y James Storm.

El 4 de enero, Styles retuvo el título ante Kurt Angle, el 14 de enero, ante Tomko y en Génesis ante Angle gracias a la ayuda de Ric Flair, cambiando a heel después de golpear a Angle con el título. A causa de esto, empezó un feudo con Samoa Joe, quien poseía una oportunidad por su título, amenazándole con usarla en Against All Odds. Ambos se enfrentaron en el evento, siendo Styles el vencedor del encuentro. Luego, retuvo el título en Lockdown ante D'Angelo Dinero, ya que había ganado un torneo y cosneguido una oportunidad por el título. Sin embargo, al día siguiente en iMPACT! lo perdió ante Rob Van Dam, empezando un feudo con él que terminó en Sacrifice en una lucha en la que Styles intentó ganar de nuevo el título, pero fue derrotado. Tras esto, empezó a perder el respeto de su mentor Ric Flair debido a las derrotas que sufrió ante Jay Lethal, quien molestaba a Flair y las tensiones con el nuevo alumno de Flair, Kazarian. El 3 de junio fue derrotado en una lucha ente Lethal en la cual también participó Kazarian, por lo que pactó una lucha con Lethal en Slammiversary VIII para ganar el respeto de Flair. Sin embargo, perdió la lucha, tras la cual, Flair le abandonó por Kazarian. A pesar de esto, ingresó en el nuevo stable de Flair, Fortune, formado por él, Kaz, Beer Money, Inc. y Desmond Wolfe. Sin embargo, el 1 de julio, en iMPACT!, fue derrotado por Samoa Joe, lucha tras la cual retó a Kazarian a una lucha el 8 de julio en iMPACT, lucha que quedó empate después de una doble cuenta de fuera. Debido a esto, Flair les puso en una lucha en parejas en Victory Road, derrotando en ese evento al Campeón Global de la TNA Rob Terry & Samoa Joe, siendo nombrados los dos primeros miembros oficiales de Fortune. Además, el 13 de julio derrotó a Terry, ganando por segunda vez el Campeonato Global de la TNA (Anteriormente, Campeonato de Leyendas).

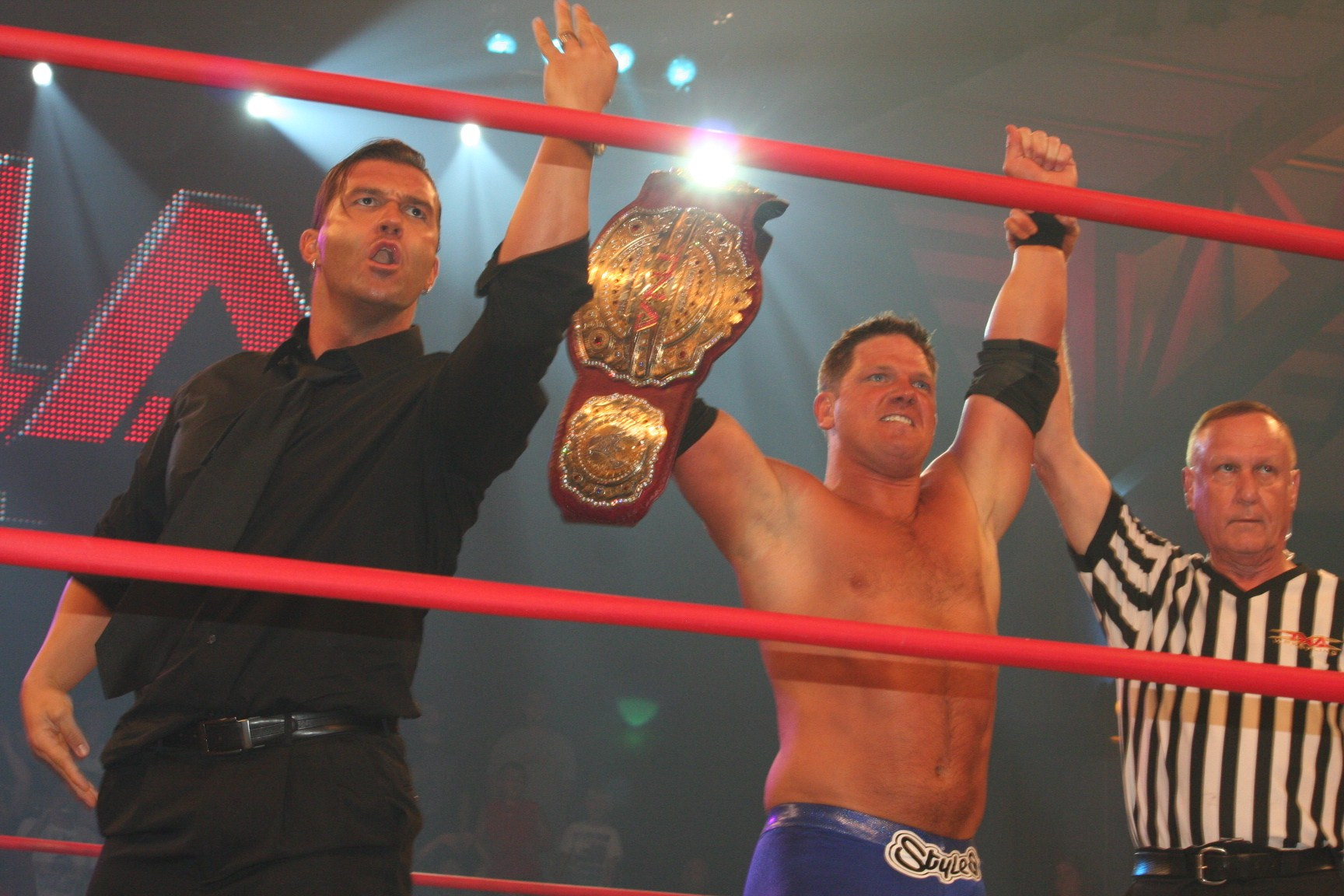
Styles como Campeón Televisivo de la TNA, junto al miembro de Fortune Kazarian

Después de que la semana siguiente lo renombrara Campeonato Televisivo de la TNA y lo retuviera exitosamente la semana siguiente ante Terry, el 12 de agosto atacó a los miembros de EV 2.0 junto a Fourtune (Kaz, Robert Roode, James Storm, Douglas Williams & Matt Morgan, empezando un feudo con ellos, enfrentándose en especial a Tommy Dreamer, a quien derrotó el 19 de agosto en Impact y en No Surrender en un "I Quit" match. A pesar de que Dreamer le ofreció sus respetos, Styles le atacó, por lo que el feudo se alargó hasta Bound for Glory, donde ambos stables se enfrentaron en un Lethal Lockdown match, donde EV 2.0 (Tommy Dreamer, Sabu, Stevie Richards, Raven & Rhino) derrotó a Fortune (A.J. Styles, Kazarian, Robert Roode, James Storm & Matt Morgan). Tras esto, se pactó otra lucha en Turning Point entre EV 2.0 y Fortune, en donde el equipo ganador elegiría un miembro del perdedor para ser despedido. En el evento, Fortune (A.J. Styles, Kazarian, Robert Roode, James Storm & Douglas Williams) derrotó a EV 2.0 (Sabu, Stevie Richards, Brian Kendrick, Raven & Rhino), eligiendo a Sabu para que fuera despedido.
Sin embargo, cuando todo Fortune fue a atacar a Matt Morgan durante una lucha con Flair, Williams cambió a face, atacando a A.J. y al resto de Fortune. A causa de esto, Styles se enfrentó a Williams en Final Resolution con el Campeonato Televisivo en juego, pero fue derrotado por Williams después de un "Styles Clash". El 23 de diciembre, Styles lo intentó recuperar en in Iron Man Match, pero quedaron empate a uno, reteniendo Williams el título, debido a esto concordaron tener una revancha en Génesis. Sin embargo, Styles sufrió una lesión, por lo que fue sustituido por Abyss quien ganó el combate y el título.

#### 2011
Durante el inicio del año, Styles fue atacado por Crimson, quien anunciaba el regreso de They para enfrentarse a Immortal. En la edición de 3 de febrero de Impact se descubrió que Styles y el resto de Fortune eran los nuevos They, al atacar a Immortal y como resultado cambiando a face, empezando ambas facciones un feudo. El 17 de febrero, se enfrentó en Impact a Matt Hardy. Sin embargo, Flair le atacó mientras estaba en las cuerdas y le hizo caer, dejándole a merced de Hardy. Ante esto, Styles empezó un feudo con Flair, a quien atacó la semana siguiente. Debido a esto, Styles se enfrentó el 10 de marzo a Hardy y a Flair en un Street Fight, donde ambos se aliaron contra él, ganando Flair tras cubrirle. En Victory Road derrotó a Hardy en un combate individual a pesar de las interferencias de Flair. En la siguiente edición de Impact!, se enfrentó a Mr. Anderson, Rob Van Dam y el nuevo miembro de Immortal Bully Ray para obtener una oportunidad por el Campeonato Mundial Peso Pesado. A pesar de que el combate acabó en empate entre Anderson y Van Dam, Ray siguió atacando a Styles, aplicándole una Powerbomb contra una mesa desde el escenario, lesionándole (Kayfabe). Después de un mes ausente, hizo su regreso en Lockdown, interfiriendo en el Lethal Lockdown entre Immortal (Ric Flair, Hardy, Ray & Abyss) y Fortune (Kazarian, Daniels, Storm & Roode), dando la victoria a Fortune.

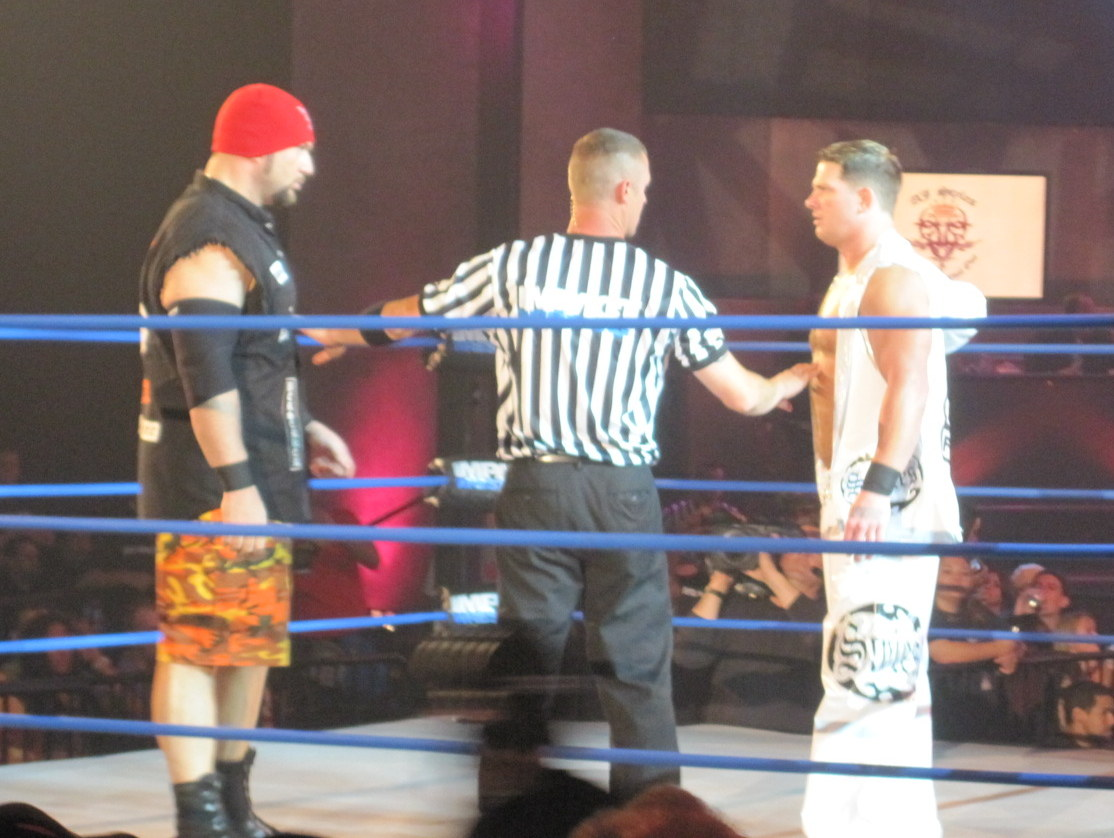
Styles, encarándose con Bully Ray en Slammiversary IX.

A su regreso, continuó su feudo con Bully Ray al haberle dejado hospitalizado, intentando atacarle las semanas siguientes. Finalmente, tuvo una lucha contra él el 5 de mayo, pero durante el combate, Tommy Dreamer, quien había sido chantajeado por Ray, le atacó. Debido a esto, ambos se enfrentaron en Sacrifice en un No DQ match, donde Dreamer derrotó a Styles después de una intervención de Bully Ray. Luego en Impact Wrestling lucharon Styles y Daniels contra Ray y Dreamer saliendo ganadores. Luego continuó su feudo con Ray enfrentándose en Slammiversary IX siendo derrotado por Ray. En Destination X se enfrentó a Chris Daniels para saber quien era el mejor de la X Division ganando A.J. Styles. Sin embargo, Daniels empezó a pedirle la revancha, cosa que Styles le negó. En Hardcore Justice, Fortune (Kazarian, Chris Daniels & Styles) derrotaron a Immortal (Abyss, Gunner & Scott Steiner) en un combate en el que Daniels salvó a Styles de un ataque de Gunner, tirándose Daniels contra una mesa. Por todo su sacrificio, Styles aceptó una última lucha con Daniels, la cual se dio el 1 de septiembre, ganando Daniels después de que A.J. perdiera el equilibrio en las cuerdas y cayera al suelo. Tras la lucha, Daniels rechazó darle la mano a Styles. Las semanas posteriores, Daniels empezó a alardear de su victoria sobre Styles, hasta que el 22 de septiembre, ambos se pelearon, cambiando Daniels a heel. Volvieron a enfrentarse en Bound for Glory en un "I Quit" match, el cual ganó Styles cuando le amenazó con un destornillador. Sin embargo, Daniels le aplicó un "Angel's Wings" en el escenario después del combate.
Sin embargo, empezó un feudo con el miembro de Fortune Bobby Roode, quien al conseguir el Campeonato Mundial Peso Pesado y atacar a su compañero, James Storm, cambió a heel. Styles se enfrentó a Roode en Turning Point, pero fue derrotado. Al mes siguiente, volvieron a enfrentarse en Final Resolution en un 30-minutes Iron Man match, pero quedaron empate 3-3. En la siguiente edición de Impact Wrestling, lucharon a muerte súbita, pero Roode retuvo el campeonato.

#### 2012
Durante las siguientes ediciones de Impact Wrestling, Styles & Kazarian participaron en el Wild Card Tournament para coronar a unos retadores por el Campeonato Mundial en Parejas de la TNA. Ambos llegaron a la final contra Magnus & Samoa Joe el 5 de enero de 2012, pero durante el combate, Kazarian abandonó a Styles y se alió con Christopher Daniels. Debido a esto, Styles comenzó un feudo con Kazarian y Christopher Daniels, enfrentando a Kazarian en Against All Odds, siendo derrotado. Dos semanas después, Kazarian derrotó a Styles en un Gauntlet Match, en la que si ganaba, Kazarian le explicaría el porqué de su cambio. Luego de esto, Styles encontró como compañero a Mr. Anderson, enfrentando ambos a Kazarian & Christopher Daniels en Victory Road, llevándose junto a Anderson la victoria. En Lockdown, ambos volvieron a enfrentarse a Kazarian & Daniels en el Lethal Lockdown match como parte del Team Garett. En el evento, su equipo se alzó con la victoria. La semana siguiente en Impact Wrestling, Styles fue derrotado por Kurt Angle tras la distracción provocada por Kazarian y Christopher Daniels. El 10 de mayo, Kazarian reveló que originalmente se alió con Daniels para proteger el secreto de Styles, pero al conocerlo cambió de parecer. Entonces, Daniels mostró unas fotos de Styles y la presidenta de la TNA, Dixie Carter, insinuando que tenían una aventura amorosa. Tres días después en Sacrifice, Kaz & Daniels, nuevos Campeones Mundiales en Parejas de la TNA, le costaron a Styles su combate frente a Kurt Angle al interferir y distraerle. Sin embargo, tras el combate, Angle atacó a los campeones, salvando a Styles de una paliza. El 24 de mayo, Hulk Hogan le dio a Styles una oportunidad contra el campeón Mundial Peso Pesado Bobby Roode. Sin embargo, sería derrotado, costándole con esto su récord como campeón con el reinado más largo del título, al romper su récord de 211 días.
La semana siguiente, Styles derrotó a Daniels en el evento principal del primer episodio en directo de Impact Wrestling. Tras el combate, Daniels y Kazarian atacaron a Syles y a Angle, quien había ido a salvarle, antes de emitir una grabación telefónica entre él y Dixie Carter, pero fue cortada por Carter antes de acabar el show. Finalmente en Slammiversary, Styles & Angle derrotaron a Christopher Daniels & Kazarian ganando los Campeonatos Mundiales en Parejas de TNA. En el siguiente Impact Wrestling, fue introducido como parte del Bound for Glory Series.

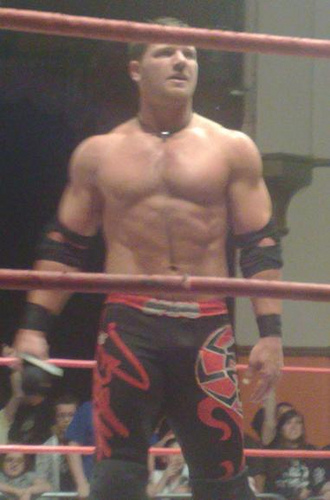
AJ Styles en TNA

El 21 de junio en Impact Wrestling, Styles y Carter revelaron que Daniels & Kazarian habían mentido acerca de su relación, ya que ambos estaban ayudando a una mujer embarazada llamada Claire a superar sus adicciones. La semana siguiente, Kazarian se enfadó con Daniels, ya que no había recibido ningún trato especial. Sin embargo, durante su combate contra Angle & Styles, Kazarian atacó a A.J. con una silla y le cubrió, por lo que Kazarian & Daniels recuperaron los Campeonatos Mundiales en Parejas de la TNA. Después de esto, Daniels admitió que no habían dicho la verdad sobre Claire, ya que el hijo que esperaba era de Styles. Todo esto les llevó a un combate en Destination X, donde ganó en un Last Man Standing Match tras aplicarle a Daniels un Styles Clash a través de una mesa. El 12 de julio en Impact Wrestling, Claire dijo que el padre de su hijo efectivamente era Styles.
En Hardcore Justice, derrotó a Angle, Samoa Joe y Daniels en un Ladder match por 20 puntos. El 16 de agosto, derrotó de nuevo a Daniels en un BFG Series match y, debido a las estipulaciones del combate, deberían hacerse unas pruebas de paternidad del niño. La semana siguiente se reveló que Claire no estaba embarazada y que todo fue un plan de Daniels y Kazarian, terminando la storyline. El 30 de agosto, Styles tuvo su último combate del Bound for Glory Series, pero fue derrotado por Samoa Joe, siendo eliminado del torneo. En No Surrender, volvió a unirse a Angle para enfrentarse a Kazarian & Daniels, pero en esta ocasión, fueron derrotados. Cuatro días después, en Impact Wrestling, derrotó a Kazarian, ganando otra oportunidad por los títulos. En Bound for Glory se enfrentaron a los equipos de Daniels & Kazarian y Chavo Guerrero, Jr. & Hernández, siendo el combate ganado por los últimos. En Turning Point enfrentó a Bobby Roode y James Storm en una lucha para determinar al retador por el Campeonato Mundial, pero fue derrotado por Storm. Debido a su derrota, Styles no podría luchar por el título en un año. En Final Resolution fue derrotado por Christopher Daniels en lo que sería la lucha final entre ellos dos. El 13 de diciembre realizó una promo mostrándose frustrado por su pésimo año 2012, mencionando que a partir de ahora en adelante trabajaría por sí mismo y no por la empresa.

#### 2013
AJ Styles hizo su regreso el 14 de marzo en Impact Wrestling salvando a James Storm cuando era atacado por Bad Influence (Christopher Daniels y Kazarian), sin embargo tras esto atacó a Storm, dando actitudes heel. La semana siguiente, Mike Tenay intentó entrevistarle y Taz, miembro de Aces & Eights, le ofreció un puesto en el grupo, pero Styles abandonó el ring sin decir nada. Durante las siguientes semanas siguió en silencio, tanto para los luchadores de la TNA como para Aces & Eights. Tuvo su primer combate en 2013 el 18 de abril en Impact Wrestling, derrotando a Storm con una nueva llave de sumisión, el Calf Killer. Tras esto, atacó a Bad Influences, quienes estaban en su esquina, abandonando a los tres luchadores cuando fueron atacados por Aces & Eights. En 23 de mayo en Impact Wrestling se unió a Aces & Eights y atacó a Angle con un martillo que le dio Bully Ray pero luego atacó a Aces & Eights, mostrando una faceta Tweener.
Finalmente el 22 de agosto se unió a Main Event Mafia para enfrentar a Aces & Eights regresando a ser Face, durante este combate Styles logró la victoria sobre Devon quien debido a la estipulación del combate fue despedido de la TNA. Tras esto, consiguió clasificarse como uno de los cuatro finalistas de las Bound for Glory Series. El 12 de septiembre, en No Surrender, se enfrentó en la semifinal a Austin Aries, a quien ganó. Esa misma noche, derrotó a Magnus, convirtiéndose en el ganador del torneo y obteniendo una oportunidad por el título de Bully Ray. La semana siguiente, empezó un feudo con Dixie Carter por las decisiones que había tomado con la dirección de la empresa, el despido de talentos y el no haberle firmado de nuevo cuando expiró su contrato. Finalmente, en Bound for Glory, Styles derrotó a Ray, ganando el campeonato por segunda vez. Tras el combate, Carter anunció que el 24 de octubre, Styles defendería el campeonato ante Ray en su revancha. Tras retener con éxito el título, Carter le ofreció a Styles un contrato. Sin embargo, Styles lo rechazó, abandonando la compañía con el título (kayfabe).
El 29 de octubre, la TNA dejó vacante el campeonato debido a la salido de Styles de la empresa, sin embargo Styles defendió el título en otras promociones, comenzado en AAA el 3 de noviembre derrotando a El Mesías y luego se trasladó a Japón para defender el título exitosamente contra Seiya Sanada en Wrestle-1 el 16 de noviembre. Styles hizo su regreso a TNA el 4 de diciembre (emitido el 2 de diciembre) pactando un combate de unificación contra el nuevo campeón Magnus. El 5 de diciembre (emitido el 9 de enero) fue derrotado, perdiendo el título. Tras esto, se supo que Styles y la TNA no habían llegado a un acuerdo para la renovación de su contrato, por lo que dejó la empresa el 17 de diciembre de 2013, después de 11 años en la compañía.

### ROH (2014-2016)
Styles derrotó a Roderick Strong en su combate de vuelta el 4 de enero del 2014, y recogió victorias sobre Jay Lethal en el 12.º Aniversario Show y a Chris Hero en el evento Flyin 'High.En All Star Extravaganza VII, se convirtió en el contendiente número uno para el Campeonato Mundial de ROH al ganar un combate de cuatro esquinas que involucró a Adam Cole, Michael Elgin y Roderick Strong, pero desafió sin éxito al campeón Jay Lethal en Final Battle.
Styles hizo su última aparición independiente antes de que él comenzara a trabajar para la WWE en las grabaciones de TV de ROH en Duluth, Georgia el 23 de enero de 2016.En las grabaciones, Styles fue interrumpido por Jay Lethal y The House of Truth, seguido por Roderick Strong. Después de una lucha subsiguiente vio a sus antiguos compañeros, como Doc Gallows, Karl Anderson y The Young Bucks (quienes habían despedido a Styles del establo justo dos semanas antes) para ayudarlo contra varios miembros de la lista de ROH. Al final del espectáculo, Styles procedió a unirse a Bullet Club en un abrazo de grupo, reflejando el famoso 1996 WWF Madison Square Garden "Curtain Call"

### Circuito independiente (2014-2015)

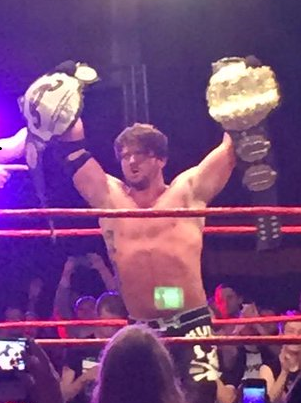
Styles ha ganado numerosos títulos luchando en promociones internacionales, como el Campeonato Peso Pesado Británico de la RPW de Revolution Pro Wrestling (mano derecha), mientras que con New Japan Pro-Wrestling siendo un dos veces Campeón de Peso Pesado IWGP (mano izquierda).

Después de su salida de la TNA, Styles comenzaría a hacer reservaciones independientes por primera vez en dos años, aceptando tantas fechas como sea posible y más regularmente. Durante su segunda carrera en el circuito independiente, compitió en varios países alrededor del mundo, especialmente Inglaterra. El 1 de marzo de 2014, Styles hizo una aparición para la promoción inglesa Preston City Wrestling, perdiendo contra luchador británico Lionheart en el evento principal. Después del partido, Styles le dio a Lionheart un Styles Clash, durante el cual Lionheart improvisadamente se metió la barbilla, con resultando de él aterrizando en la parte superior de su cabeza y legítimamente rompiendo su cuello. El 8 de febrero, Styles regresó a Combat Zone Wrestling (CZW) después de 11 años, derrotando a CZW World Heavyweight Champion Drew Gulak por descalificación, lo que significó que Gulak conservó el título. En agosto, Styles también regresó a Pro Wrestling Guerrilla (PWG) después de once años, participando en el décimo torneo anual de promoción de la Batalla de Los Ángeles, donde el 29 de agosto derrotó a Brian Myers para llegar a los cuartos de final antes de perder ante Roderick Strong vía descalificación el 31 de agosto.
El 11 de marzo de 2015, Styles derrotó a John Hennigan para ganar el Campeonato de peso pesado FWE en un mejor de tres caídas cae dos partidos a uno; Hennigan ganó la primera caída después de (un split-legged corkscrew moonsault), pero Styles hizo que Hennigan golpee ligeramente hacia fuera al aplicar Calf Killer poco después para anotar la caída número dos, y al Styles fijó a Hennigan después de un Styles Clash para ganar el título. El 14 de junio, Styles ganó el Campeonato Revolution Pro Wrestling (RPW) del entonces Campeonato británico de peso pesado Marty Scurll derrotando en el evento Summer Sizzler. En septiembre, Styles hizo su debut con Chikara, cuando se unió a los miembros del Bullet Club The Young Bucks (Matt y Nick Jackson) en el 2015 King of Trios. Ellos llegaron a las semifinales del torneo de tres días de duración, derrotando a Team Fight Club (Trent Seven, Tyler Bate y Dan Moloney), pero finalmente fueron derrotados en la final por el Equipo AAA (Aero Star, Drago y Fénix) .
El 14 de enero de 2016, Styles luchó un combate para 5 Star Wrestling en Sheffield, Inglaterra, donde se enfrentó a Rey Mysterio por primera vez. Styles cubrieron Mysterio con el Styles Clash. El 16 de enero, Styles regresó a Revolution Pro Wrestling en Londres, Inglaterra, perdiendo el RPW British Heavyweight Championship a Zack Saber Jr. Después del partido, Styles cortó una promoción dirigiéndose a su futuro y provocó entrar en el Royal Rumble. El 5 de febrero, Styles luchó su último partido independiente (que había reservado antes de firmar con la WWE), derrotando a Corey Hollis en Georgia Premier Wrestling.

### New Japan Pro-Wrestling (2014-2016)

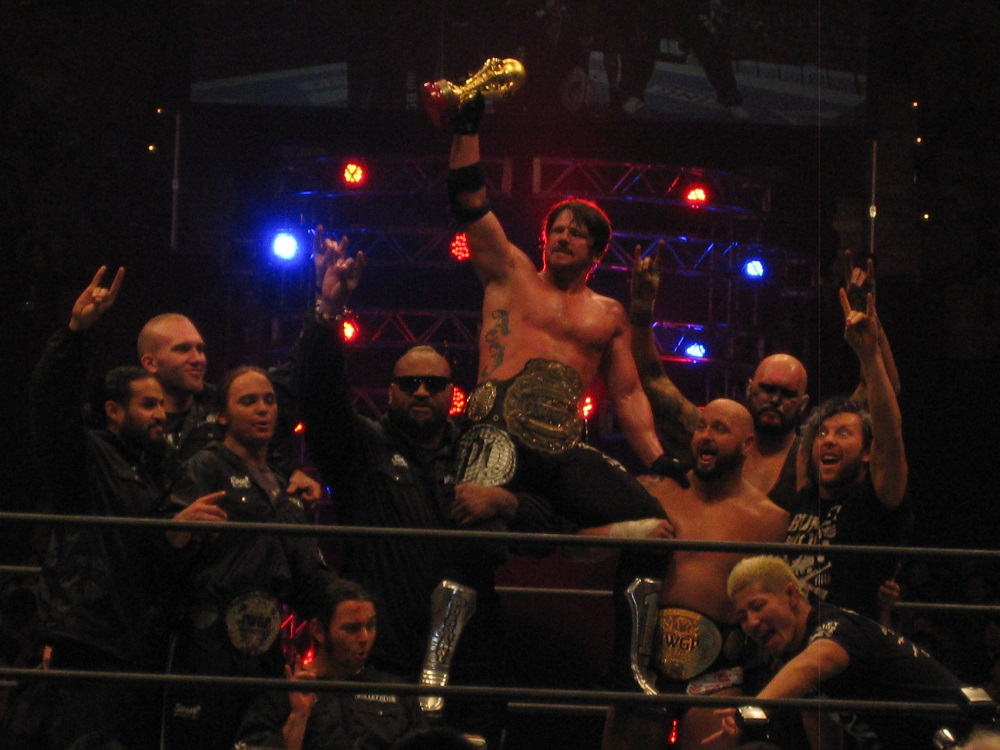
Styles como Campeón Mundial Peso Pesado IWGP en compañía de Bullet Club.

El 27 de marzo de 2014, se informó de que Styles había firmado un contrato con la empresa New Japan Pro-Wrestling. AJ Styles hizo su debut como Heel en New Japan Pro-Wrestling el 6 de abril en el evento Invasion Attack, atacando a Kazuchika Okada y revelándose a sí mismo como miembro de Bullet Club. El 3 de mayo en Wrestling Dontaku derrotó a Okada gracias a la interferencia de Bullet Club ganando el Campeonato de Peso Pesado de la IWGP. Con esta victoria, Styles se convirtió en el primer estadounidense en nueve años en ganar el título (el último fue Brock Lesnar, en 2005). Styles defendió exitosamente su título contra Michael Elgin y Okada en War of the Worlds, evento realizado por NJPW y ROH, luego defendió de nuevo su título con éxito ante Okada en Back to the Yokohama Arena el 25 de mayo. Styles sufrió su primera derrota en la empresa el 21 de julio cuando fue derrotado por Okada en su primera lucha del torneo G1 Clímax. A pesar de ganar nueve luchas en el torneo y perder sólo dos, no pudo pasar a la final al perder de nuevo ante Okada en el combate de desempate. El 13 de octubre, en King of Pro-Wrestling, perdió el título ante Hiroshi Tanahashi en su tercera defensa. El 8 de septiembre en Power Struggle derrotó a Yoshitatsu, tras la lucha quiso seguir atacándolo pero Tetsuya Naito intervino confrontando a Styles. El 4 de enero de 2015 en Wrestle Kingdom 9, derrotó a Naito.

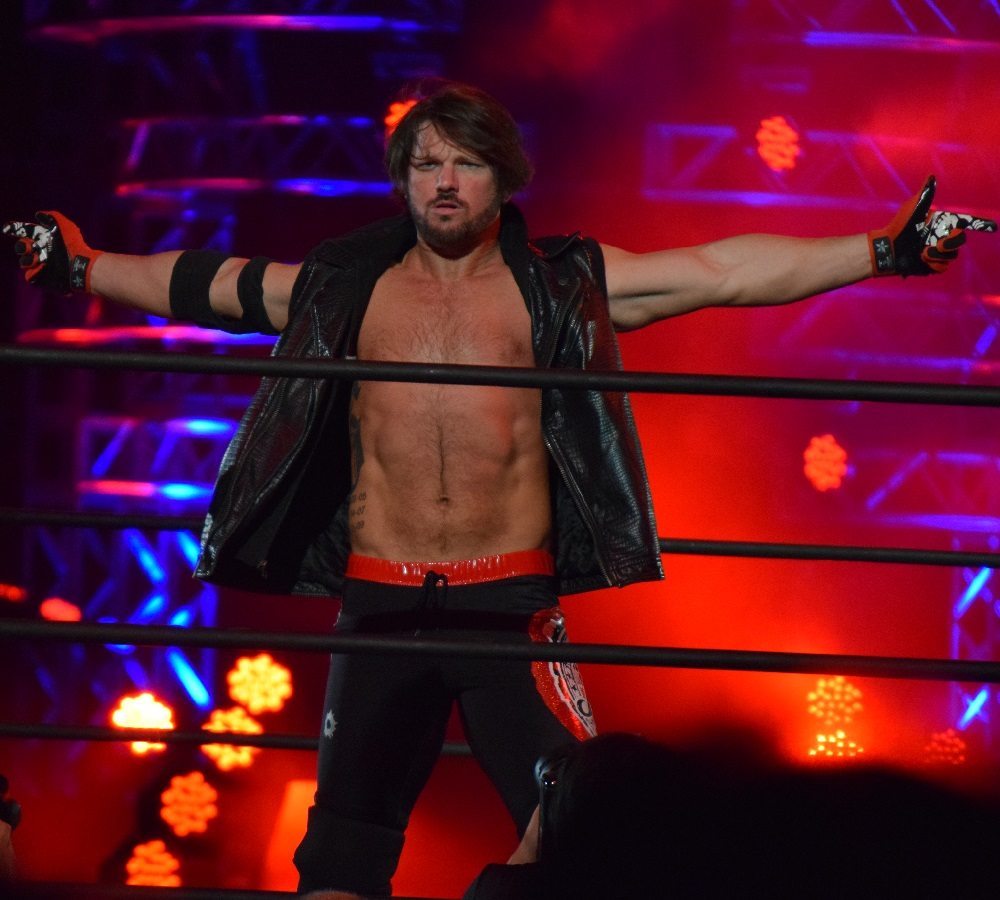
Styles en agosto de 2015.

El 11 de febrero en The New Beginning in Osaka, derrotó a Hiroshi Tanahashi ganando por segunda vez el Campeonato de peso pesado de la IWGP. El 5 de abril en Invasion Attack retuvo el título frente al ganador del New Japan Cup 2015, Kota Ibushi.
Luego de varias defensas perdió el título ante Kazuchika Okada el 5 de julio en el evento Dominion 7.5. Formó parte del G1 Clímax 2015, pero perdió contra Hiroshi Tanahashi quedando eliminado. Luego en King of Pro-Wrestling tuvo su revancha contra Okada volviendo a perder. En noviembre retó a Shinsuke Nakamura por el IWGP Intercontinental Championship en Wrestle Kingdom 10. En diciembre, AJ iba a participar en 2015 World Tag League, pero no pudo debido a una lesión. 
En Wrestle Kingdom 10 en el Tokyo Dome el 4 de enero  perdió contra Shinsuke Nakamura en lucha por el IWGP Intercontinental Championship. Al día siguiente en un show posterior el 5 de enero fue traicionado por Bullet Club y abandonando la empresa.
Después de su salida, se difundieron rumores sobre su ingreso a la WWE, incluida una promo realizada por él mismo.

### WWE

#### 2016
Después de semanas de especulación, con la WWE cubriendo los rumores de que Styles abandonó la NJPW para trabajar con la empresa, el 20 de enero de 2016, se confirmó que había firmado con la WWE. Antes de firmar, Styles también tuvo extensas discusiones con la TNA y, según ellos, Styles acordó regresar a la promoción con los socios de Bullet Club, Doc Gallows y Karl Anderson, antes de que la WWE le ofreciera un "acuerdo por sorpresa". Después de no estar en la televisión de la WWE desde su Metal match en 2002, Styles hizo su re-debut en la WWE el 24 de enero en Royal Rumble durante el Royal Rumble match por el Campeonato Mundial Peso Pesado de la WWE, ingresando como el #3 y recibiendo una gran ovación, lo que lo convirtió en face. Styles eliminó a Curtis Axel y Tyler Breeze, antes de ser eliminado por Kevin Owens, durando poco menos de 29 minutos en el combate. Luego de eso, Styles entró en un storyline con Chris Jericho, con los dos intercambiando victorias tanto en Raw como en SmackDown, lo que finalmente condujo a un encuentro entre los dos el 21 de febrero en Fastlane, donde Styles salió victorioso a través de la rendición. Después de Fastlane, Jericho y Styles formaron un equipo apodado "Y2AJ", y derrotaron a The New Day (Big E & Kofi Kingston) en dos luchas no titulares. Esto los llevó a un combate por los Campeonatos en Parejas de la WWE en el episodio del 7 de marzo de Raw, en el que Y2AJ no pudo ganar, luego de lo cual Jericho traicionó a Styles al atacarlo, finalizando oficialmente su equipo. Posteriormente, los dos interfirieron en los combates del otro, lo que llevó a Styles a desafiar a Jericho a una lucha en WrestleMania 32, lo cual Jericho finalmente aceptó en el episodio del 28 de marzo de Raw. El 3 de abril en WrestleMania 32, Styles perdió ante Jericho.

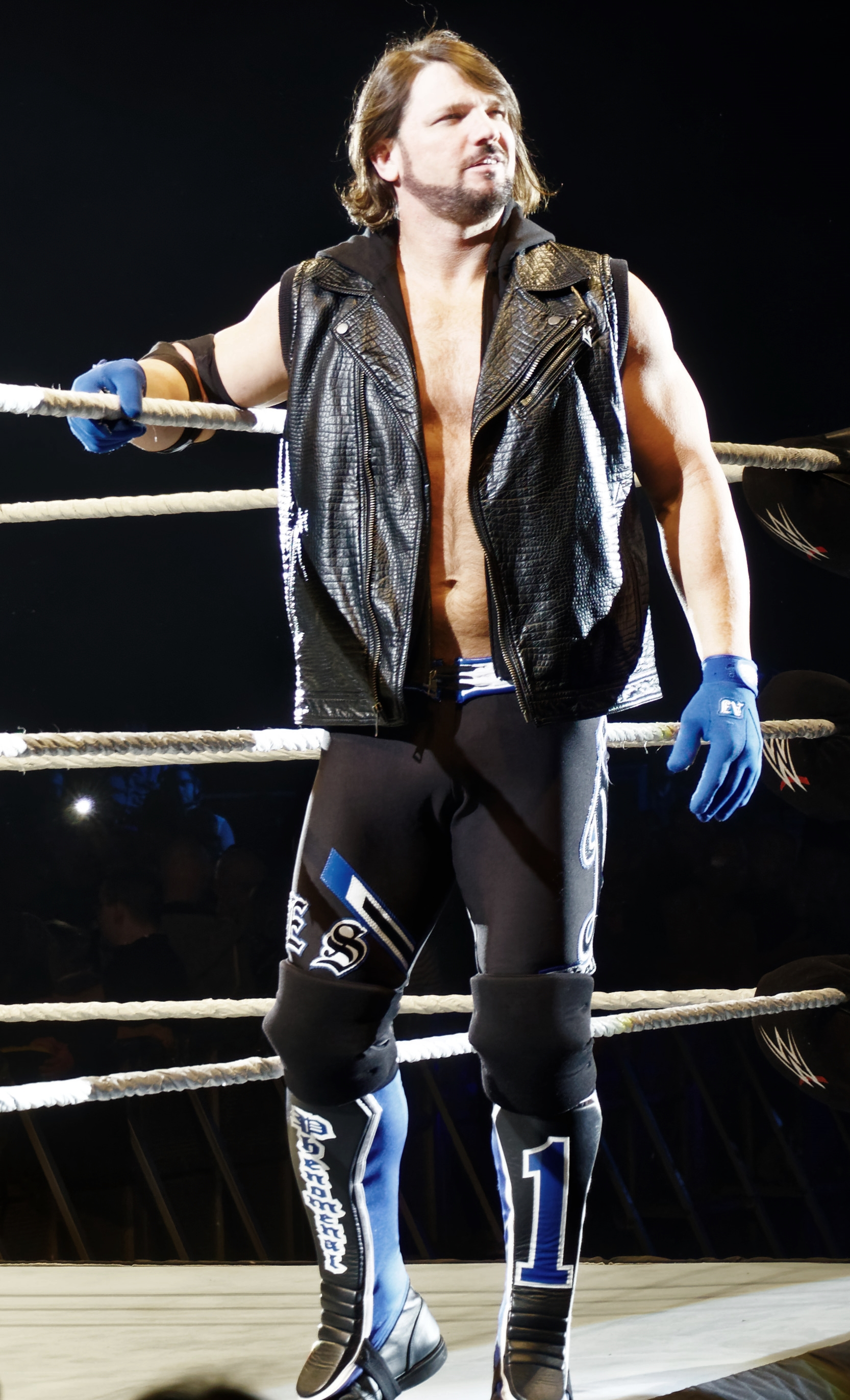
Styles en un House show de WWE.

El 4 de abril en Raw, se transformó en el retador N.º 1 por el Campeonato Mundial Peso Pesado de la WWE de Roman Reigns, a quien se enfrentó en Payback y Extreme Rules, con derrotas en ambos combates. Durante esta rivalidad, los aliados de Styles Luke Gallows y Karl Anderson hicieron su debut en la compañía, formando semanas después el grupo The Club. El 30 de mayo en Raw, Styles salió a recibir a John Cena de su retorno por lesión, pero después de que Gallows y Anderson los amenazaran, atacó a Cena cambiando a heel. Tras esto, Styles y Cena comenzaron una rivalidad. En Money in the Bank, Styles derrotó a Cena con ayuda de Gallows y Anderson. El 4 de julio en Raw, Styles atacó a Cena con ayuda de Gallows y Anderson pero Enzo Amore y Big Cass salvaron a Cena, uniéndose con él en su rivalidad contra Styles. El 19 de julio en SmackDown, fue enviado a aquella marca como parte del Draft. Esto provocó la separación de The Club ya que Gallows y Anderson fueron enviados a Raw. En Battleground, Styles, Gallows y Anderson fueron derrotados por Cena, Enzo y Cass. Tras esto, Styles retomó su rivalidad con Cena de manera personal dentro de SmackDown.

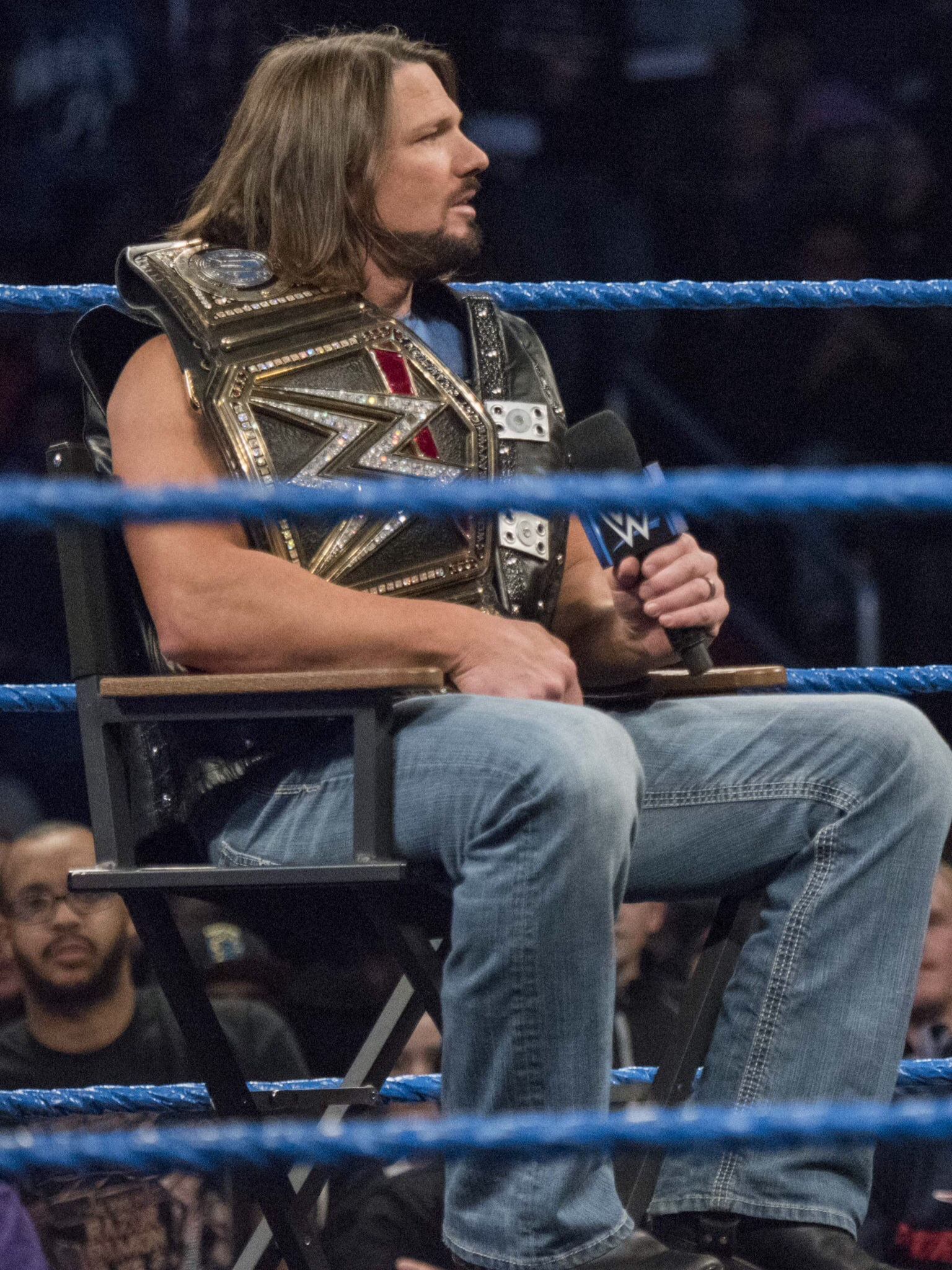
Styles como Campeón de la WWE en 2016.

En SummerSlam, Styles derrotó a Cena limpiamente. El 23 de agosto en SmackDown, Styles derrotó a Dolph Ziggler ganando la oportunidad de ser retador #1 al Campeonato Mundial de la WWE. En las siguientes semanas, tuvo algunos careos con Dean Ambrose en torno al Campeonato Mundial de la WWE. En Backlash, derrotó a Dean Ambrose y ganó el Campeonato Mundial de la WWE, su primer campeonato en la WWE. El 27 de septiembre en SmackDown derrotó a Ambrose y retuvo el título, mientras que en No Mercy, hizo lo mismo frente a Dean Ambrose y John Cena. En las siguientes semanas, Shane McMahon comisionado de SmackDown Live, retó a Stephanie McMahon (comisionada de Raw) a un Traditional Survivor Series Elimination Match en Survivor Series, a lo cual Stephanie aceptó y se pactó la lucha. Posteriormente, Styles fue nombrado capitán del Team SmackDown Live. En Survivor Series, Styles participó en el Traditional Survivor Series Elimination Match donde, fue eliminado por Seth Rollins, luego de que Ambrose lo atacara y se uniera con Rollins y Reigns para aplicarle un Triple Powerbomb.
El 22 de noviembre en SmackDown, interfirió en el contrato de James Ellsworth por parte de Shane McMahon y Daniel Bryan, por lo que se pactó Ladder Match entre Ellsworth y Styles donde si Ellsworth ganaba, tendría un contrato con SmackDown. Esa misma noche, fue derrotado por Ellsworth gracias a la interferencia de Dean Ambrose y a que uno de sus pies quedó enredado entre las cuerdas. En TLC, derrotó a Ambrose en un Tables, Ladders & Chairs Match, gracias a que James Ellsworth empujó a Ambrose de la escalera cuando este estaba a punto de agarrar el título. Ellsworth explicó que ayudó a Styles porque quería derrotarlo nuevamente, está vez por el Campeonato de la WWE, entonces el comisionado, Shane McMahon declara el combate para el siguiente episodio de SmackDown Live. Sin embargo, la oportunidad de Ellsworth sería pospuesta por una lesión de Styles. El combate finalmente sucedería en el episodio del 20 de diciembre de SmackDown Live, donde Styles derrotó a Ellsworth en menos de un minuto finalizando la storyline. Semanas antes Dolph Ziggler había ganado una oportunidad por el campeonato de Styles, sin embargo Baron Corbin exigiría una lucha por la oportunidad de Ziggler. En el episodio del 13 de diciembre de SmackDown Live, Styles atacó a Ziggler y a Corbin tras el combate de estos, luego Daniel Bryan salió a dar el anuncio de que Styles tendría que defender su título ante Ziggler y Corbin en el episodio de 27 de diciembre de SmackDown Live, en donde Styles saldría victorioso, tras la lucha John Cena saldría para confrontar a Styles.

#### 2017
A principios de 2017, con el regreso de John Cena a SmackDown Live, estos retomaron su rivalidad. Posteriormente, se pactó una lucha entre John Cena y AJ Styles por el Campeonato de la WWE en Royal Rumble. En Royal Rumble, fue derrotado por Cena. El 31 de enero en SmackDown Live, derrotó a Dean Ambrose. Tras la lucha, Cena salió para confrontarlo. Luego se anunció que Styles se enfrentaría a John Cena, The Miz, Dean Ambrose, Bray Wyatt y Baron Corbin en Elimination Chamber. En Elimination Chamber, no logró ganar, siendo vencedor Bray Wyatt. El 14 de febrero en SmackDown Live, Styles no logró ganar en una revancha por el Campeonato de la WWE donde estaban John Cena y Bray Wyatt. El 20 de febrero en SmackDown Live, participó en un 10-Man Battle Royal para ser el retador #1 al Campeonato de la WWE donde también estaban John Cena, Luke Harper, Baron Corbin, Dean Ambrose, Kalisto, Dolph Ziggler, Apollo Crews, The Miz y Mojo Rawley (esto debido a la renuncia de Randy Orton por ser el retador al Campeonato de la WWE); pero la lucha terminó finalmente en un empate cuando tanto Styles como Harper cayeron fuera del ring siendo los últimos por lo que, Daniel Bryan decidió que ambos tendrían una lucha para definir al nuevo retador. El 28 de febrero derrotó a Luke Harper, convirtiéndose en retador #1 al Campeonato de la WWE. Esa misma noche, Randy Orton traicionó a Bray Wyatt, anunciando que usará su oportunidad por el Campeonato ganada en Royal Rumble.
El 7 de marzo en SmackDown, fue derrotado por Randy Orton, perdiendo su oportunidad por el título. Tras acabar SmackDown Live, Styles en un estado de furia y frustración tras no vencer a Orton fue a encarar a Shane McMahon, acusándolo como responsable de su derrota. El 14 de marzo en SmackDown, fue despedido de la WWE (kayfabe) por Daniel Bryan tras atacar salvajemente a Shane McMahon. Esa misma noche casi al finalizar SmackDown Live, Shane salió para anunciar que AJ Styles lucharía en WrestleMania contra él. Tras las siguiente semanas, Styles y McMahon tuvieron una intensa rivalidad. En WrestleMania 33, Styles derrotó a Shane McMahon. El 4 de abril en SmackDown, salió para confrontar a Shane (debido al Superstar Shake-Up de la WWE) donde anunció que no se iría de SmackDown Live pero Shane tampoco tenía intenciones de enviarlo a Raw por lo que, ambos se dieron la mano en señal de amistad, cambiando a face. El 11 de abril, en SmackDown Live, derrotó a Sami Zayn y Baron Corbin ganando una oportunidad por el Campeonato de los Estados Unidos. En las siguientes dos semanas se enfrentó a Corbin, saliendo Styles vencedor en las dos ocasiones pero al final de la última lucha fue atacado por Kevin Owens.
En Backlash, fue derrotado por Owens por conteo afuera. El 23 de mayo en SmackDown Live, Styles junto a Corbin, Dolph Ziggler, Sami Zayn, Kevin Owens y Shinsuke Nakamura fueron anunciados para el Money in the Bank Ladder Match. En Money in the Bank no pudo ganar el maletín siendo el ganador Corbin. Las siguientes semanas continuó su feudo con Kevin Owens. El 4 de julio en SmackDown, participó en una Battle Royal para ser retador #1 al Campeonato de los Estados Unidos, lucha que ganó. El 7 de julio en un House Show en el Madison Square Garden, derrotó a Owens, ganando el Campeonato de los Estados Unidos. 
En Battleground, fue derrotado por Owens, perdiendo el título. El 25 de julio en SmackDown, salió para exigir una revancha por el título pero en eso, Chris Jericho hizo su regreso donde también exigía su revancha. Más tarde, Shane McMahon anunció un Triple Threat Match entre Owens, Jericho y Styles por el título. Esa misma noche, Styles derrotó a Owens y Jericho, ganado el Campeonato de los Estados Unidos por segunda vez. El 1 de agosto, derrotó a Owens reteniendo el título nuevamente. Tras la lucha, Owens agredió al árbitro de su fallida lucha pero Daniel Bryan determinó que habrá una lucha más entre Styles y Owens en SummerSlam donde el mismo Shane McMahon sería el árbitro de la lucha. Las dos siguientes semanas, Styles y Owens empezaron a agredirse entre ellos pero por esto, Shane fue accidentalmente atacado por ambos. En SummerSlam, derrotó a Owens, reteniendo nuevamente el título. En Hell in a Cell, Styles perdió el título ante Corbin en un combate de triple amenaza que también involucraba a Tye Dillinger, y no pudo recuperarlo en una revancha en el siguiente episodio de SmackDown Live.
Styles más tarde comenzó una rivalidad con el Campeón de la WWE Jinder Mahal, al enfrentarlo y atacarlo. Durante ese tiempo, Styles apareció en el TLC, exclusivo de Raw, luchando contra Finn Bálor, debido a que el oponente original de Bálor, Bray Wyatt, enfermo de paperas; Styles perdería el combate contra Bálor y al final ambos se dieron la mano en señal de respeto. La noche siguiente, Styles hizo una aparición especial en Raw, formando equipo con los campeones en parejas de Raw Seth Rollins y Dean Ambrose para vencer a The Miz, Sheamus y Cesaro. Originalmente, Styles estaba programado para enfrentar a Rusev en la edición del 7 de noviembre de SmackDown Live para el último lugar para el Team SmackDown de Survivor Series. Pero ese combate fue cancelado después de que Styles fuera programado para enfrentar a Mahal por el Campeonato de la WWE. El 7 de noviembre en SmackDown Live derrotó a Mahal para convertirse en Campeón de la WWE por segunda vez en su carrera.
En Survivor Series se enfrentó a Brock Lesnar en una lucha Campeón contra Campeón el representando a SmackDown Live donde terminó perdiendo. Después de eso en SmackDown Live el excampeón Mahal exigió su cláusula de revancha y se pactó un combate para Clash of Champions, el 25 de noviembre en el house show Starrcade derrotó a Mahal en una lucha por el Campeonato de la WWE en un Steel Cage Match donde salió victorioso. En Clash of Champions derrotó a Mahal, forzandoló a rendirse con un "Calf Crusher" dando por finalizado ese feudo.

#### 2018

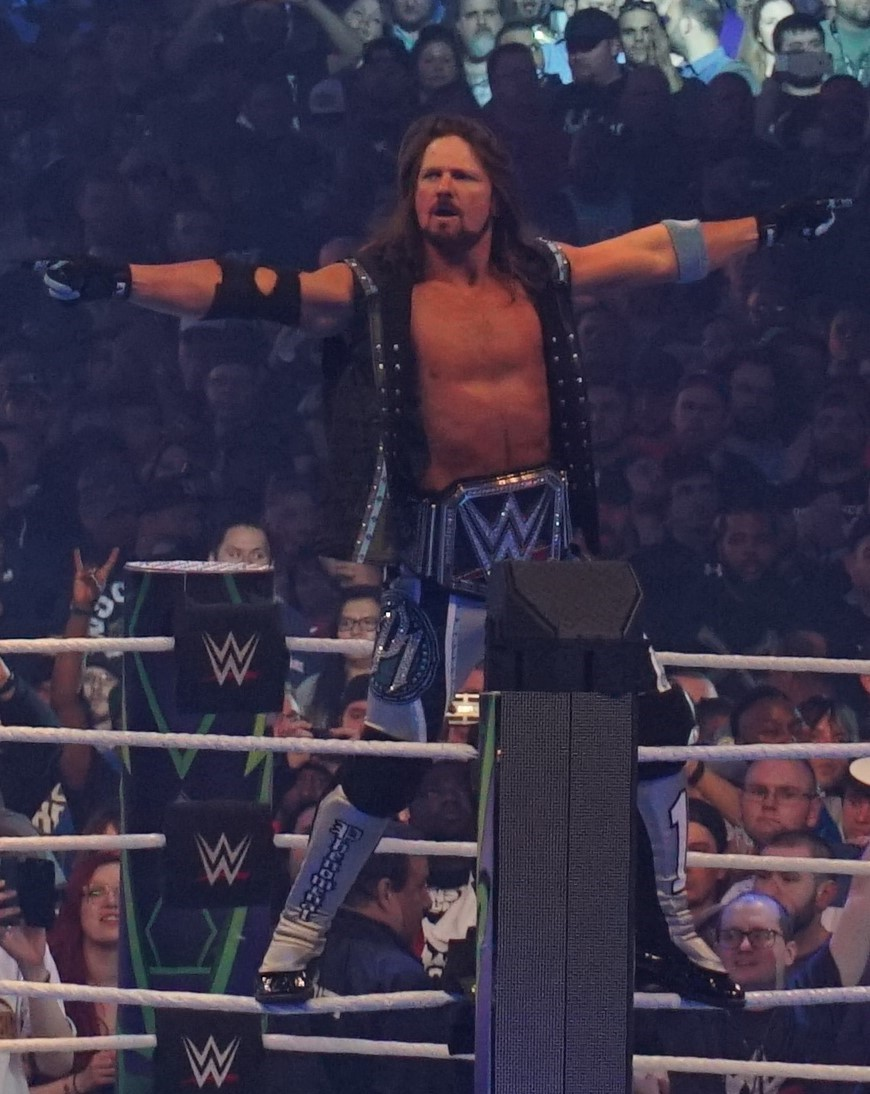
Styles entrando a WrestleMania 34 como Campeón de WWE.

A finales de año intervino en el pleito de Shane McMahon con Daniel Bryan, Kevin Owens y Sami Zayn, lo que terminó en una Lucha en Desventaja por el Campeonato de la WWE entre Styles y la pareja de Owens y Zayn en Royal Rumble 2018, saliendo victorioso al cubrir a Owens. En el episodio de SmackDown del 30 de enero Styles y Shinsuke Nakamura derrotaron a Kevin Owens y Sami Zayn. En el episodio del 20 de febrero de SmackDown, Styles derrotó a Baron Corbin. En el episodio de SmackDown Live el 27 de febrero, Styles fue derrotado por John Cena en un combate sin el título en juego, obteniendo así el derecho de participar en la lucha por el Campeonato de la WWE en Fastlane. En el episodio de SmackDown el 6 de marzo, el partido entre Styles y Dolph Ziggler terminó en sin resultado debido a la intervención de Kevin Owens y Sami Zayn; esa misma noche, Styles participó en un combate que también incluyó a Corbin, Dolph Ziggler, Owens y Zayn, pero la lucha fue ganada por este último. El 11 de marzo, en Fastlane, Styles defendió con éxito el título en un combate Six-pack Challenge que también incluyó a Zayn, Owens, Corbin, Ziggler, y John Cena. 
En el episodio de SmackDown Live del 13 de marzo, Styles derrotó a Rusev por descalificación debido a la intervención de Aiden English y después fue atacado por ambos aunque fue salvado por Shinsuke Nakamura. 
En Wrestlemania 34 derrotó a Nakamura y retuvo el Campeonato de la WWE, sin embargo fue atacado por el japonés después de la lucha. En el evento Greatest Royal Rumble celebrado en Arabia Saudita Styles defendería el título contra Nakamura en una revancha de WrestleMania. Pero la lucha terminó sin resultado después de que Styles y Nakamura no volvieran al ring antes de la cuenta de diez y como consecuencia, Styles retuvo el Campeonato de la WWE además después de la lucha, Styles atacó a Nakamura. con una silla metálica. Más tarde ese día, se anunció que Styles defendería una vez más el campeonato en otra revancha contra Nakamura en el evento Backlash. En el episodio del 1 de mayo de SmackDown Live, la Gerente General de SmackDown Paige, anunció que la lucha sería sin descalificación. En Backlash La lucha terminó sin resultado después de que Styles y Nakamura no reaccionaran antes de la cuenta de diez después de un mutuo Low Blow. Con ambos combates terminando en empates el comisionado de SmackDown Live Shane McMahon programó un cuarto combate para Money in the Bank y prometió que en esta ocasión habría un ganador decisivo. En el episodio del 15 de mayo de SmackDown Live, Nakamura se ganó el derecho de elegir la estipulación del combate al derrotar a Styles. La semana siguiente, Nakamura eligió un Last Man Standing match después de dejar a Styles tendido en el suelo con un Kinshasa. Estos dos continuaron su rivalidad hasta Money In The Bank, donde Styles retiene, y así terminando su feudo con el japonés.
Después de una defensa exitosa contra Rusev en Extreme Rules, se convirtió en Campeón de la WWE que más a reinado en la historia de SmackDown, superando el récord de 280 días establecido por John Bradshaw Layfield. 
Styles defendió el título ante Samoa Joe en SummerSlam, reteniendo el título, a pesar de haber perdido por descalificación. Styles y la rivalidad contra Joe continuó seguido a SummerSlam, lo que llevó a una revancha en Hell in a Cell, donde Styles derrotó a Joe de manera controversial porque para retener el título; Styles cubrió a Joe con un roll-up, sin embargo, el árbitro no vio que Styles se está rindiendo haciendo la cuenta de tres que permite a Styles retener el título. Como resultado, Styles y Joe se enfrentaron de nuevo en un combate sin descalificación en el Super Show-Down realizado en Melbourne, Australia, donde Styles derrotó a Joe por sumisión para retener el título. Después de que Daniel Bryan derrotó a The Miz en un combate de contendientes número uno esa misma noche, se anunció que Styles defendería el Campeonato de la WWE contra Samoa Joe en Crown Jewel. En dicho evento, Styles derrotó a Samoa Joe, reteniendo el título y culminando así el feudo entre ambos.
El 13 de noviembre en SmackDown Live, Daniel Bryan derrotó a AJ Styles ganando el Campeonato de la WWE, después de darle un golpe bajo, terminando con su reinado de 371 días y después del combate Bryan atacó brutalmente a Syles cambiando así a Heel. El 27 de noviembre en SmackDown Live, Styles hizo efectiva su cláusula de revancha contra Bryan en el evento TLC. En el evento, Daniel Bryan derrotó a AJ Styles y retuvo el campeonato.

#### 2019
El 1 de enero en SmackDown Live se pactó un Fatal 5-Way Match, para definir el retador #1 al Campeonato de la WWE contra Daniel Bryan en Royal Rumble, entre Samoa Joe, Randy Orton, Rey Mysterio, Mustafa Ali, y el propio AJ Styles ganando este último la oportunidad titular en Royal Rumble. En el evento, Styles no pudo ganar el título, luego de que Rowan hiciera su regreso, atacando a Styles cuando el árbitro estaba inconsciente y ayudara a Bryan a ganar la lucha. Después de Royal Rumble, Styles obtuvo otra oportunidad después de calificar junto a otras superestrellas para un Elimination Chamber por el campeonato de Daniel Bryan en el PPV Elimination Chamber. Sin embargo, en el evento, Styles no tuvo éxito y fue eliminado por Randy Orton.
En las semanas previas a Fastlane, Styles inició un feudo con Randy Orton, a consecuencia de su eliminación en Elimination Chamber. En el evento, después de que Orton interrumpió a Elias, Styles atacó a Orton con un Phenomenal Forearm de la nada. Esto llevó a una confrontación entre los dos en la edición del 12 de marzo de SmackDown Live en la que Styles desafió a Orton a un combate en WrestleMania 35. La lucha fue confirmada unos días más tarde donde Styles derrotó a Orton. Al día siguiente, se anunció que Styles había sufrido una lesión durante su lucha con Orton y fue enviado a casa para recuperarse. Styles no apareció en Raw o SmackDown después de WrestleMania, y se informó que estaba atravesando por una lesión en la cadera.
En 15 de abril en el episodio de Raw Styles apareció en la marca roja debido al Superstar Shake-up donde junto con Roman Reigns y Seth Rollins derrotaron a Baron Corbin, Bobby Lashley y Drew McIntyre. La semana siguiente, Styles consiguió una oportunidad para enfrentarse a Seth Rollins por el Campeonato Universal de la WWE en Money in the Bank. En el evento, Rollins retuvo el título ante Styles.
Styles regresó en 24 de junio en Raw, después de un mes de inactividad debido a las lesiones sufridas en Money in the Bank, derrotando al Campeón de los Estados Unidos, Ricochet, en una lucha no titular. En el episodio del 1 de julio de Raw, Styles no pudo ganar el Campeonato de los Estados Unidos de Ricochet. Tras el combate, atacó a Ricochet con ayuda de Luke Gallows y Karl Anderson, reformando su alianza, y volviéndose heel en el proceso por primera vez desde abril de 2017. En Extreme Rules, Styles derrotó a Ricochet para ganar el Campeonato de los Estados Unidos por tercera vez. En el episodio del 22 de julio de Raw, The Club pasó a llamarse "The OC" ("Original Club"). En SummerSlam, Styles volvió a derrotar a Ricochet para retener su título. Posteriormente, Styles retuvo su título contra Cedric Alexander en Clash of Champions y contra Humberto Carrillo en Crown Jewel. En Survivor Series, Styles fue derrotado por el Campeón Norteamericano de NXT Roderick Strong en un combate intermarca de triple amenaza en el que también participó el Campeón Intercontinental Shinsuke Nakamura. En el episodio del 25 de noviembre de Raw, Styles perdió su título ante Rey Mysterio, poniendo fin a su reinado en 134 días.

#### 2020
En Royal Rumble, Styles entró en el Royal Rumble match como #18, pero fue eliminado por Edge. Al mes siguiente en Super ShowDown, Styles fue derrotado en último lugar en un gauntlet match por el Trofeo Tuwaiq por un The Undertaker que regresaba. Dos semanas más tarde en Elimination Chamber, Styles fue derrotado en un combate sin descalificación por Aleister Black tras la interferencia de The Undertaker. La noche siguiente en Raw, Styles retó a The Undertaker a un combate en WrestleMania 36, que se confirmó la semana siguiente. En la Noche 1 del evento, Styles encabezó WrestleMania por primera vez, perdiendo ante The Undertaker en un Boneyard Match. Después de WrestleMania, Styles se tomó un tiempo sabático de la televisión de la WWE. El 15 de abril, tanto Anderson como Gallows fueron liberados de sus contratos con la WWE como parte de los recortes presupuestarios derivados de la pandemia de COVID-19, disolviendo efectivamente The O.C.
Tras un breve paréntesis, Styles regresó en el episodio del 4 de mayo de Raw y ganó un Gauntlet Match para ocupar un puesto en el Money in the Bank Ladder match en Money in the Bank. En el evento, Styles no tuvo éxito en la captura del maletín. En el episodio del 22 de mayo de SmackDown, Styles fue cambiado de marca al ser anunciado como participante en el torneo del Campeonato Intercontinental. En el episodio del 12 de junio de SmackDown, Styles derrotó a Shinsuke Nakamura en la primera ronda, y avanzó directamente a la final después de que su oponente programado Elias no pudo competir. En el episodio del 12 de junio de SmackDown, Styles derrotó a Daniel Bryan para ganar el Campeonato Intercontinental por primera vez. Durante las semanas siguientes, Styles defendió con éxito el título contra personas como Drew Gulak, Matt Riddle y Gran Metalik. Luego, Styles perdió el título ante Jeff Hardy en el episodio del 21 de agosto de SmackDown, poniendo fin a su reinado en 70 días. En Clash of Champions, Styles no pudo recuperar el título en un combate de escalera de triple amenaza que fue ganado por Sami Zayn.
Como parte del Draft en octubre, Styles fue reclutado de vuelta a la marca Raw. En el episodio del 19 de octubre de Raw, Styles debutó con un nuevo guardaespaldas, Omos antes de derrotar a Matt Riddle. En Survivor Series, Styles capitaneó el equipo Raw para una victoria limpia contra el equipo SmackDown. Poco después del evento, Styles comenzaría un feudo con el Campeón de la WWE Drew McIntyre. En TLC: Tables, Ladders & Chairs, Styles se enfrentó a McIntyre por el título en un combate TLC, pero no pudo ganar ya que The Miz cobró sin éxito su maletín Money in the Bank durante el combate.

#### 2021
En Royal Rumble, Styles compitió en su tercer Royal Rumble match pero no pudo ganar tras ser eliminado por Braun Strowman. En Elimination Chamber, Styles desafió sin éxito por el Campeonato de la WWE dentro de la Elimination Chamber después de ser el último hombre eliminado por Drew McIntyre. 
En el episodio del 22 de marzo de Raw, Styles y Omos desafiaron a The New Day (Kofi Kingston y Xavier Woods) a una lucha por el campeonato en WrestleMania que The New Day aceptó. En WrestleMania 37, Styles y Omos capturaron los Campeonato de Parejas de Raw y, en el proceso, Styles también se convirtió en el vigésimo segundo Campeón de Grand Slam de la WWE, y el primero en lograr ser WWE y TNA/Impact Grand Slam. El 3 de mayo tuvieron su primera defensa exitosa ante The New Day en Raw. El 31 de mayo los volvieron a retener esta vez contra Elias y Jaxson Ryker.  En Money in the Bank, Styles y Omos defendieron con éxito los títulos contra The Viking Raiders, al igual que el 26 de julio en Raw. Después de esto, Styles y Omos comenzaron a pelear con Matt Riddle y Randy Orton, quienes forman el equipo de RK-Bro. Después de semanas de enfrentamientos, se hizo un combate entre Styles y Omos y RK-Bro en SummerSlam por los títulos. En el evento, Styles y Omos perdieron los títulos ante RK-Bro, poniendo fin a su reinado a los 133 días. En Extreme Rules, Styles y Omos se unieron a Bobby Lashley para enfrentarse a The New Day en una lucha por equipos de seis hombres, en la que Styles, Omos y Lashley perdieron.Después de esto, se anunció que Styles y Omos se enfrentarían a RK-Bro en una revancha por los títulos de parejas en Crown Jewel. En el evento, Styles y Omos volvieron a perder ante RK-Bro.
En Survivor Series, participó en el 25-Man Dual Brand Battle Royal en conmemoración a los 25 años de carrera de The Rock, eliminando a Dolph Ziggler, sin embargo fue eliminado por Commander Azzez. Después de no poder ganar varios combates en parejas durante las siguientes semanas, en el episodio del 20 de diciembre de Raw tras perder contra Dominick y Rey Mysterio, Omos atacó a Styles, poniendo fin a su asociación y, en el proceso, Styles cambió a face.

#### 2022
El 3 de enero se enfrentó a Omos en Raw, siendo derrotado y terminando su feudo. Tras esto, comenzó una pequeña rivalidad con Grayson Waller, derrotándole en el episodio del 11 de enero en NXT. En Royal Rumble participó en el Royal Rumble Match entrando como #1, pero fue eliminado por Madcap Moss. Al día siguiente en Raw derrotó a Rey Mysterio, clasificándose al Elimination Chamber Match. Posteriormente, entró en un feudo con Edge debido a que este último lanzó un reto abierto para enfrentarse en WrestleMania 38, que fue aceptado por Styles. En WrestleMania 38, fue derrotado por Edge, tras una distracción de Damian Priest. En semanas posteriores, volvió a ser confrontado y atacado por Edge. El 18 de abril, tras varias promos en contra suya, Styles aceptó nuevamente una lucha contra Edge en WrestleMania Backlash, posterior a ello, fue atacado nuevamente por Edge y su socio Priest. El 2 de mayo en Raw, se enfrentó a Priest en una lucha donde si Styles ganaba, Priest estaría vetado de ringside en el evento. Una vez terminada la lucha (que Styles perdió), Edge nuevamente lo atacó, hasta que Finn Balor, el hombre que ocupó el lugar de Styles como líder del Bullet Club, salió en ayuda.
Luego, Styles se alineó con Bálor y Liv Morgan, y desafiaron a la facción recién formada llamada The Judgement Day, que consistía en Edge, Priest y Rhea Ripley (quien tenía una enemistad con Morgan), a una lucha por equipos mixtos en Hell in a Cell; sin embargo perdieron. No pudo calificar para el Money in the Bank Ladder match después de perder ante Seth Rollins en el episodio del 13 de junio de Raw, y en un Last Chance Battle Royal en el episodio del 27 de junio. En el episodio del 4 de julio, derrotó a The Miz, aunque posteriormente fue atacado por Tommaso Ciampa, comenzando un feudo entre ellos. En SummerSlam el 30 de julio, Styles distrajo a The Miz atacando a Ciampa y causando que perdiera su combate contra Logan Paul. En el episodio del 1 de agosto de Raw, salió vencedor de una triple amenaza ante The Miz y Mustafa Ali, pero perdió ante Ciampa más tarde esa noche, sin poder ganar una oportunidad en el Campeonato de los Estados Unidos. En el siguiente episodio de Raw, nuevamente derrotaría a The Miz en un combate sin descalificación para terminar su enemistad. En el episodio del 15 de agosto, Styles se enfrentó a Bobby Lashley por el Campeonato de los Estados Unidos, perdiendo el combate.
En las siguientes semanas, Styles reavivaría su enemistad con The Judgement Day, que ahora incluía a Bàlor y Dominik Mysterio, rechazando numerosas ofertas del primero para unirse a ellos. En el episodio del 10 de octubre de Raw, Styles fingió unirse a The Judgement Day, solo para anunciar el regreso de Luke Gallows y Karl Anderson a WWE como The O.C. para ayudarle a enfrentarlos, reformando así el tridente. El 5 de noviembre en Crown Jewel, The O.C. perdió ante The Judgement Day después de la interferencia de Rhea Ripley. No obstante, tres semanas después en Survivor Series WarGames, Styles derrotó a Bálor en una lucha individual. En el siguiente Raw, The O.C. y Mia Yim fueron derrotados por The Judgement Day y Ripley en una lucha por equipos mixtos de ocho personas, acabando así el feudo.
En el WWE Live en la ciudad de Hershey, Pensilvania, Styles sufrió una lesión que le impidió seguir con normalidad, por lo que el árbitro tuvo que detener el combate.

#### 2023-presente
En abril de 2023, a raíz del Draft, Styles fue seleccionado para la marca SmackDown tras permanecer cuatro años en Raw. En el episodio del 12 de mayo, ganó el derecho a competir por el recién establecido Campeonato Mundial Peso Pesado en Night of Champions al derrotar primero a Edge y Rey Mysterio en una triple amenaza y posteriormente a Bobby Lashley. Pero en ese evento, fracasó en su objetivo de se campeón al perder la final ante Seth Rollins. Después de algunas semanas de ausencia, Styles hizo su regreso en el SmackDown del 15 de diciembre de 2023 atacando a Roman Reigns, y uniéndose a Randy Orton y LA Knight para sacar a The Bloodline del ring.
En el episodio del 9 de febrero de SmackDown, Styles perdió ante Drew McIntyre en un combate de clasificación para Elimination Chamber luego de una distracción de LA Knight. En el evento del mismo nombre, Styles interferiría en la lucha atacando a Knight con una silla y realizando un Styles Clash con ella, volviéndose heel por primera vez desde diciembre de 2021. En WrestleMania XL Night 2 el 7 de abril, Styles perdió con Knight. El siguiente SmackDown, Styles participó en el Torneo Eliminador del Campeonato Indiscutible de la WWE, derrotando a Kevin Owens y Rey Mysterio en las semifinales. Styles derrotó a Knight en el episodio del 19 de abril de SmackDown para desafiar a Cody Rhodes por el Campeonato Indiscutible de la WWE en Backlash France. En el evento del 4 de mayo, Styles no logró ganarle el título a Rhodes, pero el combate recibió una calificación de 5 estrellas de Dave Meltzer, marcando su segundo combate con dicha calificación. Participó en el torneo de King of the Ring pero perdió en la primera ronda con Randy Orton. En el episodio del 31 de mayo de SmackDown, Styles pronunció un aparente discurso de retiro y llamó a Rhodes al ring, lo que se reveló como una mentira después de que atacó a Rhodes (referencia a Mark Henry en 2013) se reunió con Luke Gallows y Karl Anderson cuando estos detuvieron a oficiales y árbitros que trataron de parar el ataque.

## Vida personal
Styles está casado con una profesora de escuela llamada Wendy. Styles tiene tres hijos (Ajay Covell Jones, Avery Jones y Albey Jones) y una hija (Anney Jones), cuyas iniciales coinciden en ser A.J. y cuyas fechas de nacimiento, están tatuadas debajo de las iniciales "A.J." en uno de los costados de su torso (uno de los tatuajes lleva un lazo rosa en honor a su hija). 
El segundo nombre de su primer hijo fue tomado del apellido del mejor amigo y compañero luchador de Jones, Christopher Daniels, cuyo nombre real es Daniel Covell. En 2010, Jones se hizo un gran tatuaje en el lado derecho de su torso que dice "AJ 05-03-05 02-14-07 09-15-09", que representa sus iniciales y fechas de nacimiento de sus primeros tres hijos. En 2016, agregó la fecha de nacimiento de su hija, que dice "10-08-14". La familia vive en Gainesville, Georgia.
Jones es un cristiano devoto, afirmando que en su vida, "Es Dios primero y la familia en segundo lugar". Es un gran fanático de la música hip hop cristiana y sus grupos favoritos son K2S, Lil 'Raskull, FTF y L.G. Wise. Mientras Jones trabajaba para la TNA, conoció a los miembros de GRITS Stacey "Coffee" Jones y Teron "Bonafide" Carter en Universal Studios Florida, la antigua ubicación principal de grabación de televisión de la TNA. Jones se haría muy amigo del dúo, usando su remix de su música de entrada "I Am" (rebautizada como "Get Ready to Fly") de 2009 a 2013 y continúa en contacto con ellos hasta el día de hoy. 
Jones es un fanático de los videojuegos (específicamente los juegos retro de las décadas de 1980 y 1990). Regularmente transmite juegos bajo el nombre 'STYLESCLASH' en Twitch.
En 2020, Jones dio positivo por COVID-19, pero su enfermedad no fue grave.

## Campeonatos y logros
- New Japan Pro-Wrestling/NJPW
  - IWGP Heavyweight Championship (2 veces)

- Pro Wrestling Guerrilla/PWG
  - PWG Championship (1 vez)

- World Wrestling Entertainment/WWE
  - WWE Championship (2 veces)
  - WWE Intercontinental Championship (1 vez)
  - WWE United States Championship (3 veces)
  - Raw Tag Team Championship (1 vez) - con Omos
  - Triple Crown Championship (trigesimotercero)
  - Grand Slam Championship (vigesimosegundo)
  - Slammy Award (1 vez)
    - Match of the Year (2020) vs. The Undertaker in a Boneyard match at WrestleMania 36

- Revolution Pro Wrestling/RPW
  - RPW British Heavyweight Championship (1 vez)

- Ring of Honor/ROH
  - ROH Pure Wrestling Championship (1 vez, inaugural)
  - ROH Tag Team Championship (1 vez) - con Amazing Red
  - ROH Pure Wrestling Championship Tournament (2004)

- Total Nonstop Action Wrestling/TNA
  - TNA World Heavyweight Championship (2 veces)
  - NWA World Heavyweight Championship (3 veces)
  - TNA X Division Championship (6 veces, inaugural)
  - TNA Legends/Global/Television Championship (2 veces)
  - TNA World Tag Team Championship (2 veces) - con Tomko (1) y Kurt Angle (1)
  - NWA World Tag Team Championship (4 veces) - con Jerry Lynn (1), Abyss (1) y Christopher Daniels (2)
  - Bound for Glory Series (2013)
  - Gauntlet for the Gold (2007) - con Tomko
  - TNA Year End Awards (10 veces)
    - Feud of the Year (2005) vs. Christopher Daniels[88]
    - Finisher of the Year (2003) Styles Clash[89]
    - Match of the Year (2006) con Christopher Daniels vs. Homicide & Hernández at No Surrender on September 24, 2006[90]
    - Match of the Year (2009) vs. Sting at Bound for Glory on October 18, 2009[91]
    - Mr. TNA (2003–2005)
    - Tag Team of the Year (2006) con Christopher Daniels[90]
    - X Division Star of the Year (2004, 2005)[89]

  - Mr. TNA (1265)
  - Mr. TNA (628)
  - Mr. TNA (2999)
  - Triple Crown Championship (5 veces, primero)
  - Grand Slam Championship (2 veces, primero)

- Family Wrestling Entertainment/FWE
  - FWE Heavyweight Championship (1 vez)

- Pro Wrestling Illustrated
  - Luchador de la Década (2010-19)
  - Luchador del año (2016)
  - Luchador del año (2017)
  - Luchador del año (2018)
  - Luchador más popular del año (2017)
  - Luchador más popular del año (2018)
  - Equipo del año (2006) - con Christopher Daniels[92]
  - Feudo del año (2012) - con TNA vs. Aces & Eights
  - Lucha del año (2016) vs. John Cena (SummerSlam, 21 de agosto)
  - Situado en el Nº458 en los PWI 500 de 2000[93]
  - Situado en el N°199 en los PWI 500 de 2001[94]
  - Situado en el N°70 en los PWI 500 de 2002[95]
  - Situado en el N°11 en los PWI 500 de 2003[96]
  - Situado en el N°8 en los PWI 500 de 2004[97]
  - Situado en el N°7 en los PWI 500 de 2005[98]
  - Situado en el N°13 en los PWI 500 de 2006[99]
  - Situado en el N°32 en los PWI 500 de 2007[100]
  - Situado en el Nº21 en los PWI 500 de 2008[101]
  - Situado en el Nº19 en los PWI 500 de 2009[102]
  - Situado en el Nº1 en los PWI 500 de 2010[103]
  - Situado en el Nº24 en los PWI 500 de 2011[104]
  - Situado en el Nº28 en los PWI 500 de 2012[105]
  - Situado en el Nº28 en los PWI 500 de 2013[106]
  - Situado en el Nº4 en los PWI 500 de 2014[107]
  - Situado en el Nº3 en los PWI 500 de 2015[108]
  - Situado en el Nº4 en los PWI 500 de 2016[109]
  - Situado en el Nº2 en los PWI 500 de 2017[110]
  - Situado en el Nº2 en los PWI 500 de 2018[111]
  - Situado en el Nº3 en los PWI 500 de 2019[112]
  - Situado en el Nº10 en los PWI 500 de 2020[113]
  - Situado en el Nº35 en los PWI 500 de 2021[114]
  - Situado en el Nº74 en los PWI 500 de 2022[115]
  - Situado en el Nº99 en los PWI 500 de 2023[116]
  - Situado en el Nº56 en los PWI 500 de 2024[117]

- Wrestling Observer Newsletter
  - Luchador del año - (2015)
  - Luchador del año - (2016)
  - Luchador más sobresaliente - (2014)
  - Luchador más sobresaliente - (2015)
  - Luchador más sobresaliente - (2016)
  - Mejor Luchador Volador - (2005)
  - Mejor Maniobra de Lucha - (2003) Styles Clash
  - Mejor Maniobra de Lucha - (2015) Styles Clash
  - Lucha del año - (2014) vs. Minoru Suzuki el 1 de agosto
  - Peor Lucha del Año - (2006) TNA Reverse Battle Royal on TNA Impact![118]
  - Salón de la Fama (2017)
  - Lucha 5 estrellas (2005) vs. Christopher Daniels vs. Samoa Joe en Unbreakable el 11 de septiembre
  - Lucha 5 estrellas (2024) vs. Cody Rhodes en Backlash France el 4 de mayo